# トリー・スヴャチーチェリャ (戦艦)
トリー・スヴャチーチェリャ（ロシア語:Три Святителяトリー・スヴィチーチェリャ）は、ロシア帝国が黒海艦隊向けに建造した戦艦である。艦名は「三成聖者」という意味。ロシア帝国海軍では当初は装甲艦（броненосный корабль）、のち艦隊装甲艦（эскадренный броненосец）、最終的に戦列艦（линейный корабль）に分類された。いわゆる前弩級戦艦に数えられる。ロシア革命ののち臨時政府、ウクライナ国家、赤軍、白軍によって運用され、最終的にはソ連政府によって解体された。ウクライナ時代の分類もロシア時代同様に戦列艦（лінійний корабель）であった。
ウクライナ語ではトルィー・スヴャティーテリ（Три Святителіトルィー・スヴャトィーテリ）になるが、これは正式に改名されたというよりは、単にロシア語名をウクライナ語訳したものである。実際、ロシア語綴りのまま「Три святителя」と表記したり、ロシア語名をウクライナ語アルファベットで表記して「Трі святітєля」とされる例もあるので、このページでは表記を区別せずに「トリー・スヴャチーチェリャ」を使用することとする。

## 概要

### 建造
1890年代初頭、ロシア帝国黒海艦隊の主力となっていたのはいずれもバーベット艦のエカチェリーナ2世級装甲艦4 隻と装甲艦ドヴェナッツァチ・アポーストロフであった。これらの艦はあらゆる特徴において完全に旧式化しており、戦力維持のためには新しい装甲艦の建造が必要となった。そのため、1882年から1902年の造艦計画の予算によって新しい大型の砲塔装甲艦が建造されることになった。黒海艦隊にとっては6 隻目となるこの装甲艦は、設計上、当時のロシアにおける最も強力な軍艦であり、ロシアの造艦史における重要な段階となることが見込まれた。
1891年8月2日、ニコラーエフ海軍工廠において「アレクセイ・アレクサンドロヴィチ大公殿下の御立会いのもと」イギリス製の図面による新型の装甲艦が起工式が催された。この艦は、正教会に敬意を表してトリー・スヴャチーチェリャ（三成聖者）と命名された。その艦名は、1838年建造の戦列艦から受け継いだものであった。

### 設計

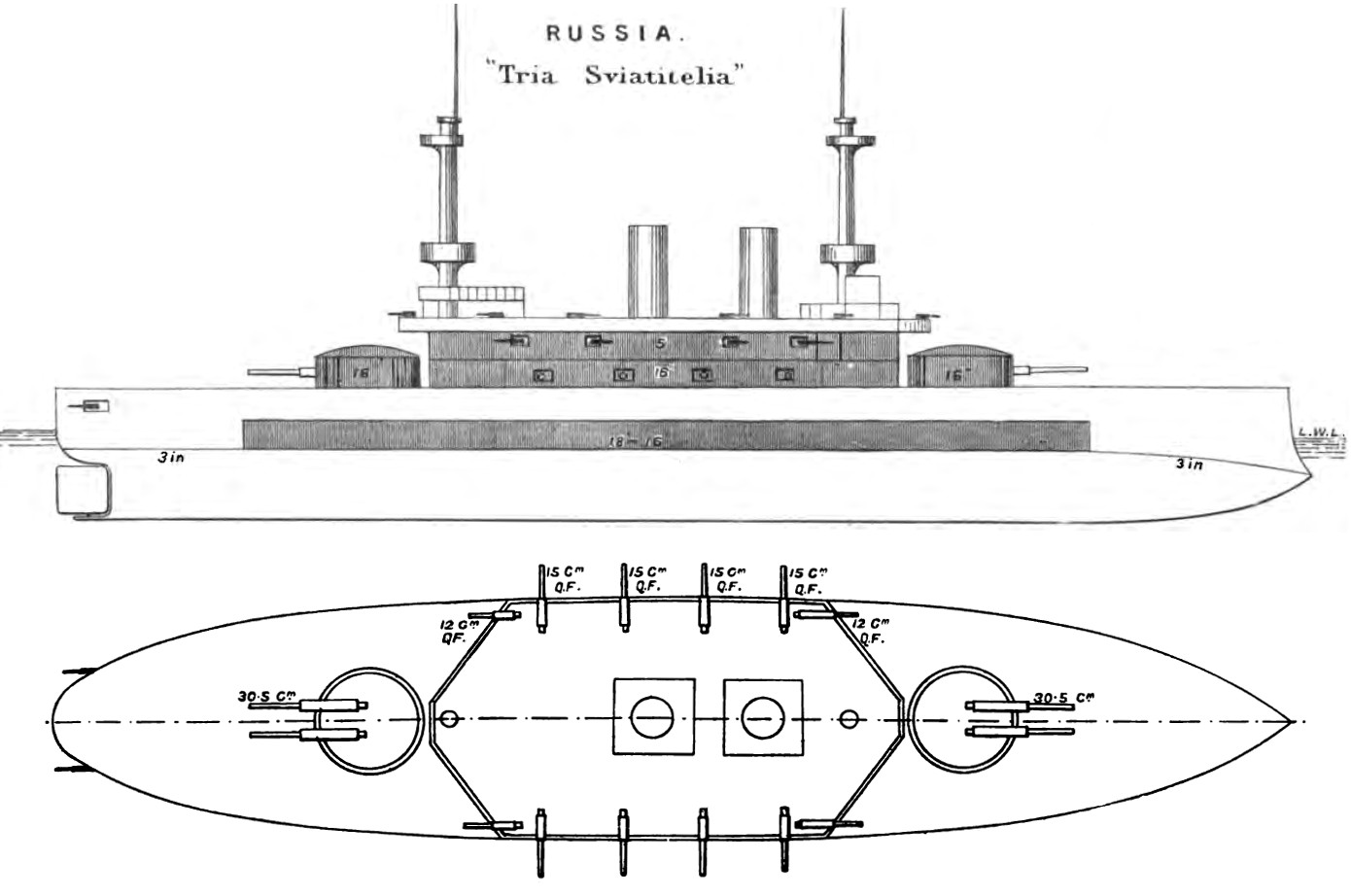
本艦の武装・装甲配置を示した図

トリー・スヴャチーチェリャの原型は、バルト艦隊向けに建造された装甲艦ナヴァリンであった。トリー・スヴャチーチェリャでは、当時の最新鋭艦ナヴァリンで欠点として指摘されていた航洋性の悪さにおいて、著しい改善を収めることに成功した。
具体的な改善点は、まず第一にナヴァリンにおいて見られるような無分別な艦の小型化をやめた。その結果、トリー・スヴャチーチェリャの排水量は12480 tに達することになった。第二に、ナヴァリンでは国産装甲に大いに悩まされたので、トリー・スヴャチーチェリャでは初めからイギリスのヴィッカース工場からニッケル鋼装甲を輸入することになった。
第三の変更は起工後に行われた。当初、主砲にはそれまで同様の35口径305 mm砲が採用される予定であったが、これを新しい40口径305 mm砲に変更したのである。これは、射程80 鏈、弾数は75 発のカノン砲で、これ以降ロシアの標準的な戦艦主砲となった。この砲の採用は、トリー・スヴャチーチェリャを長らく第一線に留め得る能力を与える英断であった。副砲には、カネー式45口径152 mm単装砲を採用した。これは、射程62 鏈、射撃速度は毎分5 発、弾数は190 発の当時のロシアでは標準的な速射砲であった。
トリー・スヴャチーチェリャの設計概要は、1890年代前半に設計・就役したロシアの装甲艦の典型的な特徴を表しているといえた。すなわち、12 インチ（305 mm）連装砲塔を艦首と艦尾にそれぞれ1 基ずつ備え、それらのあいだに中間砲を装備するケースメートを有していた。舷側装甲は、全喫水線に及ぶ装甲を採用せず、艦の中央部約3分の2の長さに装甲帯を貼るに留めた。その上部には、それよりやや薄くて短い装甲帯を貼り付けていた。舷側装甲帯の両端は、横檣によって閉じられていた。そして、その終わりは垂直方向への防御を担う傾斜甲板に繋がっていた。
船体構造は、船体前後端に装甲舷側を持たないブレストワーク・モニターに近似していた。複合装甲を用いた厚さ457 mmの舷側装甲は、ロシア海軍史上最大の厚みを持つ防御装備であった。トリー・スヴャチーチェリャは砲装備が強力であるのに比して乾舷が低く、ナヴァリンよりは改善されたものの、前の黒海艦隊向け装甲艦ドヴェナッツァチ・アポーストロフやチェスマには航洋性において劣っていた。
動力機関もまたイギリスから購入されたが、これは素晴らしい性能を示した。海上公試において、トリー・スヴャチーチェリャは計画値の16 knを上回る17.7 knの速力を示した。また、超過重量が900 t近くに及んだにも拘らず、喫水線の沈み込みの超過は0.44 mに抑えられた。結果、トリー・スヴャチーチェリャは艦隊への引渡し時点でロシア海軍のみならず、全世界で最も強力な装甲艦に数えることのできる艦となった。概して優れた性能を示したことから、次の黒海艦隊向け装甲艦ポチョムキン＝タヴリーチェスキイ公の原型に採用されることになった。

### 就役
アレクセイ大公出席の下での起工式ののち、1891年9月4日、ニコラーエフ海軍工廠にてトリー・スヴャチーチェリャの建造作業が開始された。同年11月15日付けで黒海艦隊に装甲艦（броненосный корабль）として登録された。海軍の艦船類別法が変更された関係で、1892年2月1日付けで装甲艦から艦隊装甲艦（эскадренный броненосец）へ類別を変更された。1893年10月31日には進水、1897年8月に竣工した。
トリー・スヴャチーチェリャは無線装置を装備した最初の軍艦となった。1899年8月25日、セヴァストーポリにて世界で初めての軍艦同士による無線通信が行われたが、このとき送受信装置が艦隊装甲艦ゲオルギー・ポベドノーセツとトリー・スヴャチーチェリャに設置され、送信機が水雷巡洋艦カピターン・サーケンに設置され、それらのあいだで無線通信が行われたのである。
1901年には、A・リーシヌイによって新しく提案された「プロテークトル」が試験された。これは、木屑からできたプレートで、アメリカ合衆国で開発された、プレスされた紙から作られるウラライト状の製品と採用が争われた。これらの材質は建造中の新しい防護巡洋艦に覆い物として使用される予定であったが、「プロテークトル」の試験が長引いた結果、巡洋艦の建造日程にも遅延を来たした。結局、建造中の防護巡洋艦オチャーコフにはアメリカ製の紙製品が採用され、士官室や乗員居住区の覆いとして使用された。

### 日露戦争
1904年初頭に日露戦争が勃発し、その後バルト海から第2太平洋艦隊が派遣されることになると、黒海艦隊からも極東に向けて艦船を派遣する計画が持ち上がった。最初にこの計画が発案されたのは1904年5月で、第2太平洋艦隊を強化するために黒海から何隻かの艦船を派遣されたいという考えが第2太平洋艦隊司令官Z・P・ロジェストヴェンスキー海軍中将の頭に浮かんだ。この考えが具体的段階に進められたのは7月のことで、そのときにはすでに第2太平洋艦隊は編成を終えていた。
当初の案は、まったく控えめなものであった。つまり、黒海艦隊から新型の装甲艦ポチョムキン＝タヴリーチェスキイ公とトリー・スヴャチーチェリャ、機雷輸送艦ドゥナーイ、それに何隻かの水雷艇を派遣するというものである。
この案は、まず第一に、バルト艦隊の新型艦船、とりわけ主力となるべきボロジノ級艦隊装甲艦の乗員の習熟度が心許なかったことから立案された。しかし、黒海から地中海へ抜ける唯一の海路であるボスポラス海峡はオスマン帝国と、その後ろに控えるイギリスによって握られていた。イギリスは、ロシアを地中海における潜在的な競争者とみなしていたばかりでなく、日本とのあいだに日英同盟を締結していた。ロジェストヴェンスキーは、あまりにも早くオスマン帝国との交渉が開始されると、早期に事が明るみに出てイギリス側からの抗議を買うことになると予想していた。実際、6月11日には抗議がロシア外務省へ寄せられた。
やがて、黒海艦隊司令官G・P・チュフニーン海軍中将の復命から、そのような小規模な分遣隊すら黒海艦隊からは望めないということが明らかになった。つまり、ポチョムキンは未だ建造中であったし、ポチョムキンが代替する予定になっていた装甲艦ロスチスラフは石炭ボイラーの石油暖房装置の交換が必要な状態であった。トリー・スヴャチーチェリャやほかの艦が出撃準備を完全に整えるのには、8月1日まで掛かると計算された。
ロジェストヴェンスキーは、黒海艦隊分遣隊の必要性を強く感じており、政府に外交処理を急ぐよう要請した。彼は、戦争の勝利のためには全バルト艦隊艦船と黒海艦隊の一部の参加が絶対的に必要であると考えていた。
しかしながら、9月に分遣隊派遣は諦められた。なぜなら、イギリスとの交渉が不十分で、黒海艦隊主力が不在となった場合、黒海がイギリス海軍の脅威にさらされる懸念が拭えなかったためである。結局、ポチョムキンは工期が遅れて完成に程遠く、トリー・スヴャチーチェリャやほかの艦船も派遣されることなく、日本海海戦でロシア艦隊はロジェストヴェンスキーの予言通りに壊滅した。

### セヴァストーポリ砲台の叛乱
極東で戦争が行われていた頃、黒海地方では革命を目論む動きが活発化していた。黒海艦隊にも革命分子が潜り込み、組織的な反政府蜂起の計画が着実に進められていた。その計画は、上手く行くかに思われた。
ところが、1905年6月7日にセヴァストーポリ要塞砲台の兵士らが突発的に騒擾沙汰を起こした。司令部は、装甲艦隊に要塞砲撃の準備命令を下した。水兵らは、憤りを以ってこの命令に接した。装甲艦エカチェリーナ2世とトリー・スヴャチーチェリャの乗員は、砲撃は行わないということを早々に宣言した。
要塞の秩序はやがて回復された。しかし、水兵らの激昂はますます高まり、蜂起の恐れを帯びてきた。司令部は「危険思想を持つ」水兵らを艦船から降ろし、革命思想から隔離するため、艦隊を海上へ移動させることを決定した。例えば、この時期ポチョムキンからだけで300 名近くの水兵が陸へ上げられている。

### ポチョムキンの叛乱
そのポチョムキンは1905年6月にはようやく完成に向かっていたが、6月14日、オデッサにて就役に備えた試験を行っていた際、またも突発的な水兵による叛乱が発生した。
その知らせに接した政府は、オデッサ軍管区司令部に対し、いかなる手を使ってもこれを鎮圧すべしとする命令を発した。同時に、黒海艦隊も独自の対策を講じることとなった。6月15日、艦隊副司令官F・F・ヴィシュネヴェーツキイ海軍少将は艦長らを召集し、ポチョムキンに対する出撃準備を命じた。これに対し、艦長らは乗員が信用ならないこと、せいぜい准士官辺りまでしか期待できない状況であることを訴えた。ただ、トリー・スヴャチーチェリャのI・A・ヴェニーツキイ艦長とドヴェナッツァチ・アポーストロフのM・N・コランツ艦長だけが、自分の乗員を請け合った。加えて、コランツはポチョムキンをその衝角で以って撃沈するか、さもなくば近寄って自爆することによってこれを撃沈すると申し出た。
こうして、トリー・スヴャチーチェリャは政府艦隊の中核艦として叛乱艦鎮圧のため出動することとなった。

### 政府艦隊の遠征
ポチョムキン＝タヴリーチェスキイ公の叛乱はまったく組織だっておらず、実質的にはたんなるデモンストレーションでしかないようなものであったが、思いがけず国体を揺るがすこととなった。皇帝ニコライ2世はポチョムキンの叛乱が危険なものであると憂慮し、この艦が赤旗を掲げたまま黒海で航行を続けることを許容すべきでないと考えていた。そのため、黒海艦隊司令官チュフニーン海軍中将に対し、速やかに叛乱を鎮圧し、万が一には叛乱艦をその乗員諸共撃沈すべしとする勅令を発した。サンクトペテルブルクにいたチュフニーンは現地のA・Kh・クリーゲル海軍中将を名代に指名し、事態に対処するよう命じた。
6月16日午前1時、セヴァストーポリからオデッサへ向けて政府艦隊の第一陣が出港した。連合艦隊には、ヴィシュネヴェーツキイ少将の乗るトリー・スヴャチーチェリャを旗艦に、艦隊装甲艦ゲオルギー・ポベドノーセツ、ドヴェナッツァチ・アポーストロフ、水雷巡洋艦カザールスキイ、第255号、第258号、第272号、第273号水雷艇が名を連ねていた。これらは選りすぐりの忠義なる艦艇のはずであったが、それでも各艦艇には危険分子とみなされる乗員がおり、彼らは陸へ降ろされていた。そのため、どの艦でも欠員のために大なり小なり運用に支障が生じていた。
同日、セヴァストーポリ市、ニコラーエフ市、エレヴァン県には戦時体制が宣言された。セヴァストーポリでは、クリーゲル中将がポチョムキン鎮圧のための第二の艦隊を編成していた。19時近くにセヴァストーポリから艦隊装甲艦ロスチスラフを旗艦とする、シノープ、水雷艇駆逐艦ストローギイおよびスヴィレープイからなる艦隊がオデッサに向けて出港した。一方、社会主義にひどく熱中していた艦隊装甲艦チェスマとエカチェリーナ2世はセヴァストーポリに留め置かれた。
6月16日17時20分、ヴィシュネヴェーツキイの連合艦隊はテーンドル湾に到着した。ヴィシュネヴェーツキイは、砲火を交えることなしに兵糧攻めでポチョムキンの叛乱兵らを降伏させることを第一の目標と定めた。一方で、万が一の場合に備え、従えたる水雷艇に魚雷戦の準備を整えさせた。
出撃に当たり、一般の士官・水兵らにはポチョムキンの叛乱についての情報は与えられていなかった。ましてや、彼らがその鎮圧のために出撃するのだということは何も知らされていなかった。しかし、情報は漏れ出ており、一部の艦では専らその話題で持ちきりになっていた。19時過ぎ、テーンドル湾でその作戦内容が各指揮官・船員らに知らされると、各艦に大きな動揺が走った。これが昂じて、革命気分の高まった何隻もの艦がポチョムキンへの攻撃機会を前にそれを実行しないという事態が引き起こされることになる。
オデッサ市当局は15時から今や遅しと政府艦隊の到着を待っていたが、その間にはポチョムキンが的外れな市街地砲撃を実行していた。ポチョムキンの砲弾は狙った当局関係施設に命中せず、一般市民の上に降り注いだのである。一方、テーンドル湾のヴィシュネヴェーツキイ少将は作戦の進行を急がなかった。ヴィシュネヴェーツキイが作戦を次の段階に移したのは、ようやく19時55分になってからであった。なおこのときに至っても、彼は危険を伴うポチョムキンへの乗員派遣を避けた。すなわち、第255号水雷艇と第258号水雷艇をオデッサへ向けて派遣したが、これはたんにポチョムキンの居場所を探る偵察のためだったのである。21時近くになって、ヴィシュネヴェーツキイは港湾当局に対し政府艦隊の到着を伝え、叛乱艦の位置を教えられたしと打電した。市側はヴィシュネヴェーツキイへ可能な限り早期にオデッサへ入港することを要求し、同時にチュフニーンに対してはヴィシュネヴェーツキイを急がせるよう請願する電報を打った。
翌17日4時10分、ヴィシュネヴェーツキイ艦隊は碇を上げてオデッサへ向けて出航した。しかし、4時45分には停止し、オデッサから戻った第255号水雷艇および第258号水雷艇と合流した。4時50分、両水雷艇は旗艦トリー・スヴャチーチェリャへ接近し、偵察任務の報告を行った。5時25分、ヴィシュネヴェーツキイは航海の継続を命じた。オデッサ燈台を回った艦隊は、8 knの低速で港へ接近した。ヴィシュネヴェーツキイは、ポチョムキンとの接見に際して発生しかねない叛乱を警戒していた。
ポチョムキンからヴィシュネヴェーツキイの艦隊が視認されたのは、午前8時10分のことであった。ヴィシュネヴェーツキイ艦隊はわずか6 knで接近中であった。ポチョムキンは碇を上げ、機関に火を点した。第1艦隊の接近以前にポチョムキンでは第2艦隊の無線通信を傍受しており、政府艦隊の接近を察知していた。
ヴィシュネヴェーツキイは、叛乱艦へ向けて「醜聞」を中止するよう無線通信で呼びかけた。ポチョムキンからは、よく見えないため繰り返されたしとする返答があった。
ヴィシュネヴェーツキイは無線電信を繰り返した。返答はなかった。叛乱艦は速力を増し、艦隊に迫ってきた。そして、「全船員からなる協議会を本艦へ送るよう懇願する」とする打電がトリー・スヴャチーチェリャに対してなされた。どうやら、叛乱者たちは旗艦から代表を送るよう要請しつつ、その水兵たちと直接にコンタクトを取って蜂起へ取り込もうと企図しているようであった。
接近するポチョムキンを眺めやりながら、ヴィシュネヴェーツキイは戦闘警報を鳴らすよう命じた。そして、ポチョムキンから距離をとりながら、彼は8点左へ回って12 knまで速度を上げるよう指示した。8時45分、トリー・スヴャチーチェリャは公海上へ出た。8時58分、ポチョムキンは艦隊を追跡するのをやめ、停泊地へ戻った。
ヴィシュネヴェーツキイは、自艦の水兵が蜂起へ迎合することを強く危惧していた。連合艦隊の士官たちは、自分たちの部下をほとんど信用していなかった。チュフニーンによれば、このときトリー・スヴャチーチェリャの士官室では、いざ叛乱が起こった際にどう振舞うべきか、武器を用いるべきか降参するべきか、大声で討議されていた。まして、敵に譲るべきだとする意見が強く、自分自身の手足を縛らせてもよい、なぜなら抵抗したところで無駄だからだ、どうせ殺される、という傾向さえ見られたという。ヴィシュネヴェーツキイの敗走は、ポチョムキンの叛乱兵たちに自分らの軍事的政治的力の強さを再確認させ、その士気を大いに高めることになった。

### 政府艦隊の敗走
ポチョムキンから離れたヴィシュネヴェーツキイ艦隊はテーンドル湾へ戻っていた。そこで、彼の艦隊はクリーゲル中将の艦隊と合流する予定であった。9時45分、トリー・スヴャチーチェリャからクリーゲル艦隊が視認された。ヴィシュネヴェーツキイの失敗をまだ知らないクリーゲルは、10時10分、なぜ艦隊がオデッサに行かずに留まっているのか、驚きとともにトリー・スヴャチーチェリャへ問うた。
ヴィシュネヴェーツキイは、答えることができなかった。クリーゲルは返答を待たず、5分後にはトリー・スヴャチーチェリャに対し、町を傷つけるのを避けるためポチョムキンに対する砲撃は行わないよう指示する電信を打った。ヴィシュネヴェーツキイは勿論ポチョムキンを撃たなかった。町のことを心配したからではない、砲撃命令への返答に水兵が蜂起するのを恐れたためである。
10時30分、両艦隊は合流した。ロスチスラフがその旗艦を務め、トリー・スヴャチーチェリャはその副旗艦となった。クリーゲルは会合を開いたが、そこで何が話し合われたのかは明らかでない。ただ、彼がヴィシュネヴェーツキイの作戦の顛末を知ったことは確かである。それが彼を不安にさせた。しかし、ペテルブルクからは反乱鎮圧の命令が下っていた。連合艦隊は11時5分、オデッサに向けて出航した。その後、ヴィシュネヴェーツキイは和平協定のために代表団を派遣されたいとの旨、ポチョムキンへ打診した。会談場所にはトリー・スヴャチーチェリャが指定され、出迎えに第267号水雷艇が出向くとしていた。
連合艦隊はオデッサへ向かうのにほぼ半日を費やした。12時5分、ポチョムキンは碇を上げて艦隊に向かって10 knの速度で移動を開始した。第1縦隊はロスチスラフ、トリー・スヴャチーチェリャ、ゲオルギー・ポベドノーセツ、シノープ、ドヴェナッツァチ・アポーストロフからなっており、第2縦隊はカザールスキイ、ストローギイ、スヴィレープイ、第272・273・255・258号水雷艇からなっていた。ヴィシュネヴェーツキイ少将は、カザールスキイに対し雷撃準備を命じた。艦隊は長々と線を描き、水路を封鎖してポチョムキンが公海へ抜ける道を遮断した。艦隊の持てる武装は、敵の武装を圧倒的に凌駕していた。ポチョムキンは4 門の305 mm砲と6 門の152 mm砲を有していたが、艦隊は合わせて20 門の305 mm砲と4 門の254 mm砲、34 門の152 mm砲と4 門の120 mm砲、多数のそのほかに小口径砲と魚雷発射管を備えていた。
接近するポチョムキンは、「乗員は艦隊司令官の砲門を要請する」と打電した。「ポチョムキン、投錨せよ！」クリーゲルは答えた。そのとき、ポチョムキンからシノープ、ドヴェナッツァチ・アポーストロフ、トリー・スヴャチーチェリャに対して信号法によるメッセージが送られた。「投錨せよ！」ポチョムキンはマストに次なる信号を上げた。「艦隊は投錨せよ。」
クリーゲルは再度停止命令を出した。これに対し、ポチョムキンは機関停止と投錨を要求する信号を発した。そして、砲を艦隊旗艦に向けながら、艦隊への接近を続けた。
クリーゲルは、戦闘警報を鳴らすよう命じた。このとき、ゲオルギー・ポベドノーセツでは水兵たちがポチョムキンへの攻撃拒否を叫んだ。
ポチョムキンは、ロスチスラフとトリー・スヴャチーチェリャに対し、機関停止を要求した。返答に、ロスチスラフは三度目の信号を送った。「ポチョムキン、投錨せよ。」ポチョムキンは「ロスチスラフおよびトリー・スヴャチーチェリャは機関停止せよ。さもなくば砲撃する」と返した。旗艦はポチョムキンの命に従った。すると、ポチョムキンでは新しい信号が上がった。「乗員は艦隊司令官の訪問を要請する。」
クリーゲルが逡巡する間に、ポチョムキンは12時45分、ロスチスラフとトリー・スヴャチーチェリャのあいだに入った。ポチョムキンはロスチスラフへ砲を向けたまま両艦のあいだを進んでいった。ロスチスラフの艦上は、次にポチョムキンが何をするのか、恐怖に凍りついた。すると、ポチョムキンは12 インチの主砲を士官の集まったロスチスラフの艦橋に向けた。静まり返っていた艦橋は、自分たちに照準が合わされているのに気付くと、恐怖と驚きからちょっとしたパニックが発生した。
ポチョムキンを舵を担うボリシェヴィークの狙いは、挑発によって提督にポチョムキンへの攻撃を命じさせることであった。その命令が契機となって、旗艦で蜂起が発生することを当て込んでいたのである。
狙い通り、提督たちはポチョムキンの機動に心底驚かされていた。ヴィシュネヴェーツキイは、信号法を用いてクリーゲルに注意を促した。「ポチョムキンは、ホワイトヘッド式戦闘水雷を装備しているぞ！」
ロスチスラフは、ポチョムキンに対して停船信号を出した。すると、ポチョムキンは、シノープ、トリー・スヴャチーチェリャ、ドヴェナッツァチ・アポーストロフに対し、停船信号を返した。クリーゲルは、「ポチョムキン＝タヴリーチェスキイ公から何名、和平交渉のため提督に向けて派遣されるか知らされたし」と申し出た。「乗員は艦隊司令官をお招きする。」ポチョムキンは答えた。
12時55分、叛乱艦は再び、今度はシノープとゲオルギー・ポベドノーセツのあいだを横切った。ポチョムキンは、両艦に対して「ポチョムキンは砲手水兵に砲撃しないよう要請する」と信号法を用いて伝えた。すると、シノープとゲオルギーの上部甲板には乗員が出てきて、口々に「万歳！」の歓声を上げた。そして、ゲオルギー艦上では蜂起が始まった。一方、シノープでは革命派のほとんどが陸に残されてきたため、賛同者があまりに少なかった。そして、ポチョムキンへの合流に賛成する派閥と反対派閥とが生じ、後者が勝った。
ポチョムキンではほとんどすべての乗員が甲板に出て「万歳」を叫び、シノープ、ゲオルギー、ドヴェナッツァチ・アポーストロフの歓呼に応えた。ポチョムキンを歓待しなかったのは、ただ提督艦ロスチスラフとトリー・スヴャチーチェリャだけであった。ポチョムキンは、「艦隊司令官をお招きする」という信号を送り続けた。
ゲオルギーは隊列を離れ、ゆっくりとポチョムキンの方へ向かっていった。そして、数分後には完全に機関を停止した。「ゲオルギー、なぜ戦闘配置を離れた？」クリーゲルが尋ねた。「ゲオルギー乗員は士官を岸へ運び、ポチョムキンへ合流する。」ゲオルギー艦長が返答した。「全力で艦隊に続け！」提督は命じた。「不可能なり、不可能なり！」ゲオルギーから信号が返された。
こうなればもう、クリーゲルはドヴェナッツァチ・アポーストロフにポチョムキンへの攻撃を命じるよりほかなかった。ドヴェナッツァチ・アポーストロフは叛乱艦へ艦首を向け、衝角攻撃の態勢に入った。ところが、そうしてから提督へ「ドヴェナッツァチ・アポーストロフは停止する」という信号が舞い込んだ。ドヴェナッツァチ・アポーストロフの水兵は彼らが攻撃機動に入ることを知ると、機関室へ全速後進を命じたのである。ドヴェナッツァチ・アポーストロフはポチョムキンの舷側まであと3、4 mのところで停止し、後退し始めた。艦長は自爆のために火薬庫の爆破スイッチを押そうとしたが、叛乱同調者が配線を切ってしまった。別の水兵は、砲と魚雷発射管を使用不能な状態にしてしまった。ポチョムキンはドヴェナッツァチ・アポーストロフの艦尾にぴったり沿って周回すると、オデッサへ向かって進み始めた。そして、「士官は艦を残し、上陸せよ」という信号を送った。
クリーゲルは、ポチョムキンとのこれ以上の接触は各艦での蜂起を誘発しかねないということを理解した。そして、艦隊に公海への出航を命じた。クリーゲルは、最後の信号を送った。「ポチョムキン、全権委員を待て」、「ゲオルギー、セヴァストーポリへ戻れ」。両艦は答えなかった。艦隊は湾から抜け出たが、ポチョムキンはそのあとを追ってきた。そのため、クリーゲルは艦隊に全速前進を命じなければならなかった。
15時30分、オデッサから12 海里の海上でクリーゲルは艦隊を止めて指揮官会議を開いた。艦長たちは、船員たちが完全に信用ならない状態であると訴えた。一旦セヴァストーポリへ引き返し、新たに選りすぐりの船員からなる強力な水雷艇分遣隊を編成し、ポチョムキンを攻撃すべしとする議決がなされた。
セヴァストーポリへ去るにあたり、19時15分、クリーゲルは叛乱者らに降伏を促すためオデッサへ第272号水雷艇を派遣した。水雷艇には、トリー・スヴャチーチェリャ、シノープ、ロスチスラフから上級士官らが乗り込んだ。彼らはオデッサへ赴いて信号を送ったが、叛乱艦からは絶対に降伏しないという旨の返答があった。それでも、士官らは会談の申し出を行った。クリーゲルが海軍省へ送った電報には、この点で誤りがある。彼によれば士官らは降伏勧告をせずにまず会談の申し出を行い、拒絶されたとのことであった。しかし、実際には順序が逆であり、さらには彼らは会談自体には同意したのである。ただ、その条件が問題であった。ポチョムキンの叛乱者たちは、派遣された水雷艇駆逐艦（彼らは第272号水雷艇を水雷艇駆逐艦と誤認していた）艦上で、水雷艇駆逐艦全船員の立会いの下で会談を行うよう要請し、その上、その船員たちがあとでほかの艦船に蜂起側の目的と要求を伝えることを許可するということを求めていた。士官らは、この条件を脅威に感じた。クリーゲルは恐怖ゆえに会談に応じなかったことを伏せて海軍省へ報告し、艦隊は話し合いによる解決の最後の望みを失ったままセヴァストーポリへ帰港した。
6月18日午前10時、ロスチスラフが主砲を発射してその弾薬を抜き取った。その15分後には、トリー・スヴャチーチェリャも主砲を発射した。こうして、ポチョムキンのために使われるはずであった弾丸は海中に消えた。ほかの艦の主砲は黙ったままであった。なぜなら、それらの艦ではすでにポチョムキンとの接見の際に武装解除してしまっていたからである。こうして、叛乱に対する政府の派兵は、不名誉な結末を迎えた。

### 叛乱の終焉
ポチョムキンのもとに留まった装甲艦ゲオルギー・ポベドノーセツでは、乗員がポチョムキンの乗員と話し合った結果、自艦の士官たちを逮捕し、蜂起に合流した。しかし、すぐにゲオルギー・ポベドノーセツの水兵たちのあいだには仲間割れが生じた。叛乱へ安易に同調したことを後悔した者たちが艦長や士官らを艦へ復帰することを許し、叛乱の首謀者68 名を引き渡した。ゲオルギーはポチョムキンのもとを離れ、政府側に引き渡されることとなった。ポチョムキンの蜂起には、次第に敗北の影が忍び寄ってきていた。
オデッサでの食料や水、燃料といった必要物資の補給に失敗したポチョムキンは、黒海を渡ってルーマニアを目指すことにした。6月19日、ポチョムキンは第267号水雷艇を伴ってコンスタンツァへ到着した。しかしそこでも必要物資を得るはできず、彼らはフェオドーシヤを目指した。これを知ったニコライ2世は、チュフニーンへ「港へのポチョムキンによる強請り集りをやめさせよ」という電報を打った。
6月22日朝6時、ポチョムキンはフェオドーシヤへ到着した。そこでは、政府軍と憲兵団が待ち構えていた。
一方のクリーゲル中将は、その日の午前8時にドヴェナッツァチ・アポーストロフ、ロスチスラフ、トリー・スヴャチーチェリャ、それに6 隻の水雷艇からなる艦隊を率いてオデッサに到着した。そして、叛乱の鎮圧された装甲艦ゲオルギー・ポベドノーセツを接収し、15時にはセヴァストーポリへ向けて帰路に就いた。オデッサには、ポチョムキンの帰港に備えて第272号水雷艇と第273号水雷艇を残した。
艦隊がセヴァストーポリへ向かっていた頃、チュフニーンはF・K・アヴェラーン海軍大臣からの電報を受け取った。「ポチョムキンは石炭と水を、拒否した場合に砲撃すると脅してフェオドーシヤ市役所へ要求している。そのような行動を許さぬよう、最も思い切った措置が必要である。必要とあらば、ポチョムキンを撃沈せよ。アヴェラーン」
艦隊には、セヴァストーポリ北湾に戻る暇はなかった。チュフニーン中将はクリーゲルに対し、艦隊をフェオドーシヤへ差し向けてポチョムキン明け渡しを説得し、反抗的であった場合には雷撃ないし砲撃によって撃沈せよという命を与えた。黒海艦隊水兵の気分を考慮に入れ、チュフニーンは特に次のように付け加えた。「自明のことながら、フェオドーシヤに向かいながら、艦隊は完全な戦闘態勢をとらなければならない。事態の変化あるいは失敗に際しては、状況を見て貴官の裁量に任せる。」恐らく、艦隊司令官自身が遠征の成功をあまり信じていなかった。艦隊の出港前、彼は乗員に対し「愛国的な」言葉を述べ、「自らの責務を果たす」よう訴え掛けた。水兵らは、沈黙を以って答えた。しかしながら、水兵らの明らかなポチョムキン水兵への同情にも拘らず、チュフニーンはクリーゲルにフェオドーシヤ行きの命令を下した。6月23日14時、セヴァストーポリから装甲艦ロスチスラフ、ゲオルギー・ポベドノーセツ、ドヴェナッツァチ・アポーストロフ、トリー・スヴャチーチェリャ、巡洋艦パーミャチ・メルクーリヤ、水雷巡洋艦カザールスキイ、水雷艇駆逐艦ザヴィードヌイ、スヴィレープイ、スメトリーヴイ、ストローギイ、第270号水雷艇が出港した。しかし、彼らはフェオドーシヤで叛乱艦に出遭うことはなかった。またも必要物資の獲得に失敗したポチョムキンは、再びコンスタンツァへ去っていたのである。
6月24日、コンスタンツァに到着したポチョムキンは乗員によってルーマニア政府に引き渡された。第267号水雷艇の乗員はルーマニア政府への艇の引渡しを望まず、セヴァストーポリへ引き返した。ロシア政府とルーマニア政府のあいだでポチョムキン返還の談合が成立すると、装甲艦チェスマ、シノープ、第261・262・264・265号水雷艇からなる艦隊がコンスタンツァへ派遣された。6月26日にはコンスタンツァへ到着し、翌27日、ルーマニアはロシアにポチョムキン＝タヴリーチェスキー公を返還した。7月1日、艦隊はセヴァストーポリに帰着した。

### セヴァストーポリの蜂起
その後、チュフニーンは「熱意に欠ける」としてすべての指揮官を罷免した。また、信用できない水兵らを隔離するために長期間の演習航海を実施させた。この遠征には、海軍大臣A・A・ビリリョーフ海軍中将も参加した。艦隊装甲艦ロスチスラフに司令官旗が掲げられ、トリー・スヴャチーチェリャ、ドヴェナッツァチ・アポーストロフ、エカチェリーナ2世、シノープ、チェスマ、司令部船エリクリク、機雷敷設艦ドゥナーイ、水雷巡洋艦カピターン・サーケンならびに6 隻の水雷艇駆逐艦が続いた。演習は9日間アナトリア半島沖で続けられ、10月19日に艦隊は港へ戻った。
ポチョムキンの叛乱の時期、黒海艦隊ではいくつものより小規模な叛乱や騒擾事件が発生したが、それらはいずれも鎮圧された。ところが、その影響はロシア帝国各地に現れ始めた。バルト艦隊でもいくつかの艦船で騒擾が発生し、各都市でも政情不安が生じた。いくつもの主要都市で、兵士による蜂起が発生した。10月下旬にはクロンシュタットにて第二の叛乱が発生し、その後、黒海艦隊にてかねてより計画されていた全面的な蜂起が決行されることとなった。
艦隊に充満する不穏な空気に対し、チュフニーンは艦隊の「任務に対する誠実性」を揺るがすものとして、断固たる態度で臨んだ。すなわち、蜂起の首謀者には死を賜る考えであった。
10月21日には政府より大赦の布告が出されたが、ちょうどこの日の夕刻、チュフニーンは蜂起計画の首謀者と目されるP・P・シュミット海軍中尉を逮捕させた。シュミットはトリー・スヴャチーチェリャ艦上へ送致されたが、人々に対して注意を促す文書を発表した。すなわち、死につつあるツァーリの官僚主義からの自由についての勅書を待つべきではない、と。そして、「時代遅れの体制の最後の日々」に決別し、人民が自分たちの秩序と自由を建設するよう「自由なる人民」に決起を促した。
11月11日、セヴァストーポリで革命の赤旗が掲げられ、水兵らが蜂起を起こした。シュミット中尉に先導された蜂起は建造中の巡洋艦オチャーコフで発生し、逮捕されていたかつてのポチョムキンの船員らもこれに加わって叛乱は激化した。トリー・スヴャチーチェリャの水兵は、パンテレイモン、ロスチスラフ、ドヴェナッツァチ・アポーストロフ、エカチェリーナ2世、シノープ、ドゥナーイ、カピターン・サーケン、パーミャチ・メルクーリヤ、スヴィレープイなど他艦の水兵とともにシュミットの蜂起に同調した。
そのうち、ロスチスラフ、ドヴェナッツァチ・アポーストロフ、トリー・スヴャチーチェリャの水兵が政府側に寝返り、この「信頼された有象無象」が蜂起を妨げることとなった。政府装甲艦隊は蜂起の中心であった巡洋艦オチャーコフを包囲し、これを炎上させた。
こうしてこの大規模な叛乱は政府軍によって鎮圧されたが、その後もロシア帝国各地で叛乱が続いた。12月8日にはノヴォロシースクでゼネストが開始されたが、それは12月12日のノヴォロシースク共和国の樹立宣言に発展した。12月16日には政府軍が派兵されたが、鎮圧に失敗した。12月25日には討伐軍が派遣され、湾には黒海艦隊より派遣されたトリー・スヴャチーチェリャが碇を下ろした。ノヴォロシースク共和国ソヴィエト（評議会）は占拠していた総督府を放棄して町から撤退、叛乱は鎮圧された。
1906年6月28日には、チュフニーン提督がポチョムキンの報復として暗殺された。1907年5月には、黒海艦隊にて装甲艦パンテレイモン、ロスチスラフ、シノープ、トリー・スヴャチーチェリャにて蜂起の準備が進められているのが発覚した。首謀者らは逮捕され、徒刑に処せられた。それでも、同年9月にはセヴァストーポリで新たな蜂起が試みられた。

### 戦列艦時代

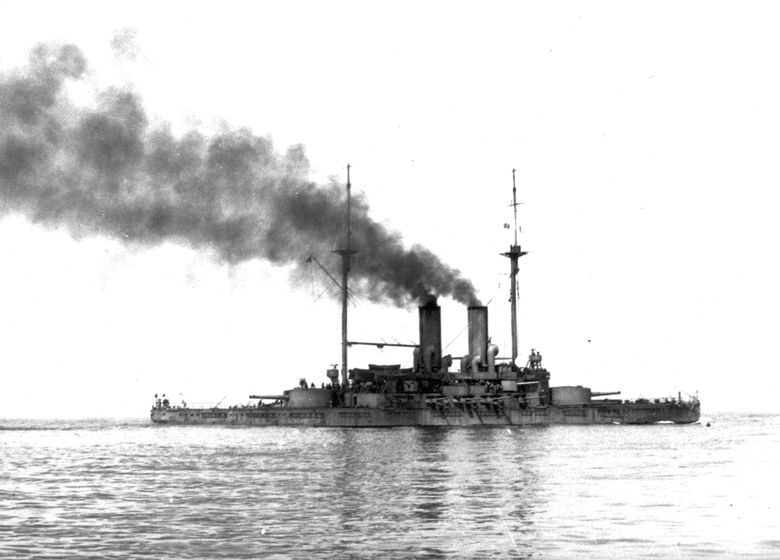
1910年代のトリー・スヴャチーチェリャ。改装後の撮影で、上部構造物を削って設置された新しい152 mm砲が見える。

海軍の艦船類別法が変更された関係で、1907年9月27日付けでトリー・スヴャチーチェリャは戦列艦（линейный корабль）に類別を変更された。
1911年から1912年にかけて、セヴァストーポリ港にてオーバーホールと近代化改修工事を受けた。この際、上部構造は大きく削られ、砲門の並ぶ帆走軍艦の舷側か城壁に似た外見を呈していた舷側は雛壇型に改められ、重心が下げられた。これに併せて6 門の152 mm砲と4 門の120 mm砲、10 門の47 mm砲が撤去され、新しい砲廓が設置された。そこには両舷合わせて10 門の152 mm砲が設置され、加えて上甲板には防盾付きの旋回式152 mm砲4 門が設置された。主砲上には、75 mm対水雷艇砲または高角砲のための設置箇所が設けられた。一方、魚雷発射管はすべて撤去された。こうした改装により、艦の外見はまったく別物と言ってよいほどに変化した。
反政府活動については、その後も継続した。1912年6月から7月にかけて、戦列艦イオアン・ズラトウースト、エフスターフィイ、パンテレイモン、シノープ、トリー・スヴャチーチェリャ、巡洋艦カグール、パーミャチ・メルクーリヤから500 名近い逮捕者が出た。
1913年にはロマノフ家300周年を祝う式典が催され、8月9日には黒海艦隊が皇帝ニコライ2世の訪問を受けた。この日、大セヴァストーポリ湾に集結した黒海艦隊艦船の中から、巡洋艦カグールと戦列艦パンテレイモンは皇帝を歓待する礼砲を放つ役割を与えられた。8月13日には、戦列艦エフスターフィイ、イオアン・ズラトウースト、トリー・スヴャチーチェリャが皇帝の訪問を受けた。翌日、ニコライ2世は皇室ヨット・シュタンダールトに乗って湾を去った。
同年8月21日、艦隊司令官旗を掲げた巡洋艦カグールを先頭に、戦列艦パンテレイモン、エフスターフィイ、トリー・スヴャチーチェリャはテーンドル湾へ向かった。そこでカグールが標的を曳航し、ほかの戦列艦が砲撃訓練を実施した。

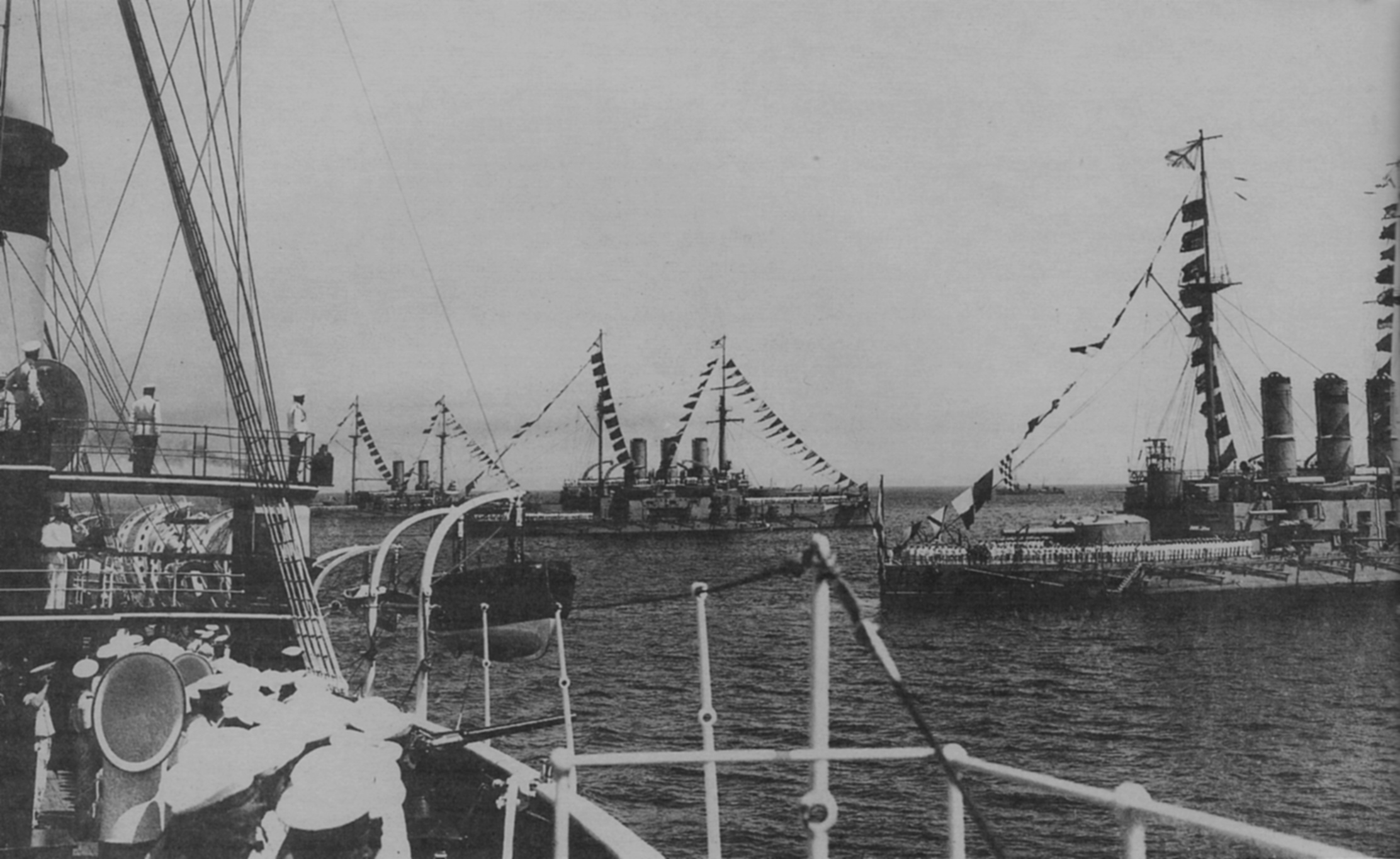
皇帝を迎える黒海艦隊。右からイオアン・ズラトウースト、パンテレイモン、写真一番奥がトリー・スヴャチーチェリャ。1914年7月2日、シュタンダールトからの撮影。

1914年7月2日には、ニコライ2世は再度黒海艦隊を視察した。トリー・スヴャチーチェリャは、他艦とともに皇帝を迎えた。
黒海での開戦の気運が高まると、黒海艦隊ではオスマン帝国の保有する弩級戦艦との来るべき戦闘への備えが真剣に検討されるようになった。1910年代前半の時点で黒海艦隊は1 隻の弩級艦も保有しておらず、弥が上にも前弩級艦である手持ちの旧艦隊装甲艦で戦わざるを得ないことが司令部を苦慮させた。検討の結果、黒海艦隊司令官のA・A・エベルガールト海軍中将はひとつの目標に対し全艦が集中砲火を浴びせる集団戦法を考案し、これによって個艦では太刀打ちできなくても総合力で敵を圧倒することが可能であると説いた。来るべき決戦の日に備え、黒海艦隊では艦隊主力による集団戦法の習熟訓練に日々が費やされることとなった。
トリー・スヴャチーチェリャは主力艦隊の中では最も古い艦であったが、砲力の点では新しいエフスターフィイ級と同じ40口径305 mm砲を備えており、艦隊主力となることが期待された。実際、一級の武装を持った旧式艦であるトリー・スヴャチーチェリャは、実戦では使い勝手の良い艦として多くの危険な作戦に投入されることになった。

### 世界大戦
第一次世界大戦の期間を通じて、トリー・スヴャチーチェリャは他艦と合同でアナトリア半島沿岸で作戦行動をとった。1914年7月までに、黒海艦隊のすべての主戦力はセヴァストーポリに集結した。同年10月の時点で黒海艦隊は5 隻からなる戦列艦連合艦隊を保有し、そのうち第2戦列艦戦隊の構成は、戦隊旗艦トリー・スヴャチーチェリャとロスチスラフであった。ただし、ロスチスラフは254 mm砲を搭載するためほかの戦列艦と砲撃の際の統一運用が不可能であり、艦隊戦では戦力としてあまり期待できなかった。結局、第2戦列艦戦隊は補助的な戦力としてしか期待できない内容であったが、それでも黒海艦隊にとっては数少ない主力艦であり、貴重な戦力であった。
開戦時、トリー・スヴャチーチェリャとロスチスラフは10時間体制で当直勤務についていた。しかし、当直艦隊は陸上の当直機関となんらの関係も持っておらず、連携は不可能であった。
第一次世界大戦における黒海艦隊の行動は、たいへん活発なものであった。戦列艦連合艦隊は黒海沿岸のオスマン帝国諸都市を砲撃し、ボスポラス海峡の封鎖作戦、機雷敷設艦が実施した船舶航路への機雷敷設作戦に従事し、沿岸部での他艦隊の行動を支援した。

### 緒戦

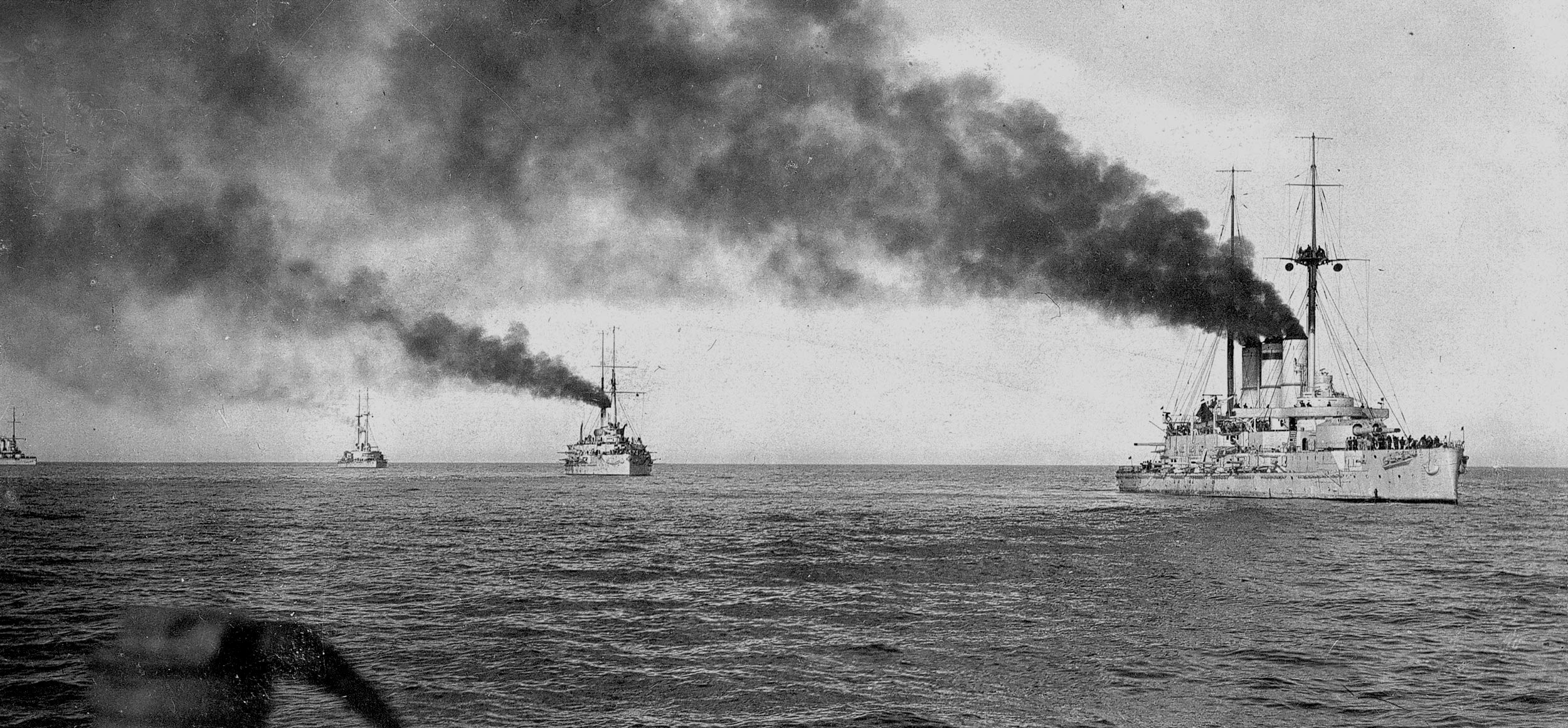
大戦中の黒海を進む連合艦隊。エフスターフィイからの撮影と思われ、イオアン・ズラトウースト、パンテレイモンと続き、その後の乾舷の低い船がトリー・スヴャチーチェリャ。

1914年10月16日、ロシア帝国の各港湾がオスマン帝国艦船による奇襲攻撃に遭った。セヴァストーポリが砲撃された際、味方艦船に損失が出ているにも拘らず、敵艦の砲撃を演習に参加している味方の砲撃と勘違いして黒海艦隊の主力艦は出撃せず、オスマン帝国海軍の巡洋戦艦ヤウズ・スルタン・セリムを見過ごした。
その後、黒海艦隊は5 隻の戦列艦、2 隻の巡洋艦、第1および第2水雷小艦隊の艦隊水雷艇からなる連合艦隊を、敵艦船迎撃のため出航させた。
10月22日から10月25日にかけて、第一水雷小艦隊の艦隊水雷艇グネーヴヌイ、ベスポコーイヌイ、プロンジーテリヌイ、デールスキイは、ボスポラス海峡に240 個の機雷を敷設した。この機雷敷設作戦において、旗艦エフスターフィイの下、戦列艦イオアン・ズラトウースト、パンテレイモン、トリー・スヴャチーチェリャ、ロスチスラフ、巡洋艦パーミャチ・メルクーリヤ、カグール、第2水雷小艦隊の艦隊水雷艇5 隻からなる連合艦隊は、第1水雷小艦隊を掩護した。その後、分派されたロスチスラフとカグール、6 隻の艦隊水雷艇はゾングルダクを攻撃し、2 隻の蒸気船を撃沈した。セヴァストーポリへの帰路、連合艦隊は3 隻のオスマン帝国掃海艇を撃沈し、224 名の乗員を捕虜とした。

### 第一の衝突
1914年11月5日には、Z・Zh級艦隊水雷艇の掩護の下、機雷敷設艦コンスタンチン大公とクセーニヤ大公妃がトラブゾンにて機雷敷設作戦をて実施した。連合艦隊はこれを支援し敵主力を牽制するため遊弋していたが、セヴァストーポリへの帰路、サールィチ岬沖にて敵の主力艦ヤウズ・スルタン・セリムおよび軽巡洋艦ミディッリと相見えることとなった。
このとき、戦闘の経験不足を補うために3 隻の戦列艦に提督が乗艦していたが、そのうちV・K・ルキーン海軍大佐指揮するトリー・スヴャチーチェリャには、第2戦列艦戦隊司令官である海軍少将N・S・プチャーチン公爵が坐乗し、その将官旗が掲揚された。残る2 隻は、黒海艦隊司令官A・A・エベルガールト海軍中将の乗るエフスターフィイと、P・I・ノヴィーツキイ海軍少将の乗るパンテレイモンである。
トリー・スヴャチーチェリャは第2戦列艦戦隊の旗艦としてその先頭にあり、第1戦列艦戦隊の3 隻の後ろに続いていた。しかし、濃霧による視界の悪さが原因で射撃指令艦であった戦列艦イオアン・ズラトウーストが誤った距離を算出したため、そのデータを基に砲撃を実施したトリー・スヴャチーチェリャの主砲はてんで的外れな射撃を続けることとなった。先頭を走っていた戦列艦エフスターフィイは計算の誤りに気づいたが、敵の砲弾で無線アンテナが損傷したことから他艦へそれを伝えられず、黒海艦隊の統一指揮による集中射撃戦法は脆くも崩壊した。
一方、トリー・スヴャチーチェリャの副砲は副砲指揮所で得られた独自の射程をもとにミディッリに対する砲撃を行っているが、これも有効弾を得られなかった。結局、トリー・スヴャチーチェリャは12 発の砲弾を消費したが、その砲撃は戦闘に何らの寄与もしなかったとされている。

### ゾングルダク閉塞作戦
1914年11月19日から11月21日にかけて、黒海艦隊連合艦隊はアナトリア半島沿岸部を偵察した。11月28日から12月2日にかけても、再度アナトリア半島沿岸部を偵察した。
12月7日から12月10日にかけては、機雷敷設艦クセーニヤ、コンスタンチン、ツェサレーヴィチ・ゲオルギー、アレクセイ大公は、第2水雷小艦隊と戦列艦エフスターフィイ、イオアン・ズラトウースト、パンテレイモン、トリー・スヴャチーチェリャ、ロスチスラフ、巡洋艦パーミャチ・メルクーリヤ、カグール、第1・第2水雷小艦隊の掩護の下、617 個の機雷をボスポラスから70 海里の海域に敷設した。しかしながら、この作戦において輸送船アトスが敵巡洋艦ミディッリに襲われた際、連合艦隊はこれを見逃し、みすみす撃沈を許してしまった。

### 通商破壊作戦
1914年12月21日から12月23日にかけて、ケレンペ岬からトラブゾンにかけての海域で、連合艦隊は襲撃作戦を実施した。戦列艦エフスターフィイ、イオアン・ズラトウースト、パンテレイモン、トリー・スヴャチーチェリャ、ロスチスラフ、巡洋艦パーミャチ・メルクーリヤ、アルマース、艦隊水雷艇10 隻が作戦に参加した。そのうち、巡洋艦パーミャチ・メルクーリヤと艦隊水雷艇グネーヴヌイ、ベスポコーイヌイ、プロンジーテリヌイ、デールスキイはオスマン帝国の巡洋艦ハミディイェと交戦した。
12月23日から12月29日にかけて、連合艦隊は艦隊水雷艇抜きで作戦を継続した。その中で艦隊はトゥアプセ沖にてミディッリ、ハミディイェと対決したが、両艦とも仕留めることができなかった。作戦中、50 隻近い帆船を沿岸海域で撃沈した。1915年1月1日から1月6日にかけては、ケレンペ＝トラベゼ海域に移動して襲撃作戦を継続した。
1月11日から1月14日にかけては、連合艦隊は艦隊水雷艇ベスポコーイヌイとプロンジーテリヌイを随伴し、ケレンペ＝アマストロ海域において襲撃作戦を行った。ミディッリ、ハミディイェと接触したが、両艦とも逃した。
1月17日から1月22日にかけて、第1および第2水雷小艦隊の艦隊水雷艇6 隻を伴った連合艦隊は東アナトリア海域にて襲撃作戦を実施、50 隻の帆船と軍事物資を積んだ蒸気船を撃沈した。
1月31日から2月7日にかけて、第1および第2水雷小艦隊の艦隊水雷艇6 隻を伴った連合艦隊は東アナトリア海域にて襲撃作戦を実施、14 隻の帆船を撃沈した。

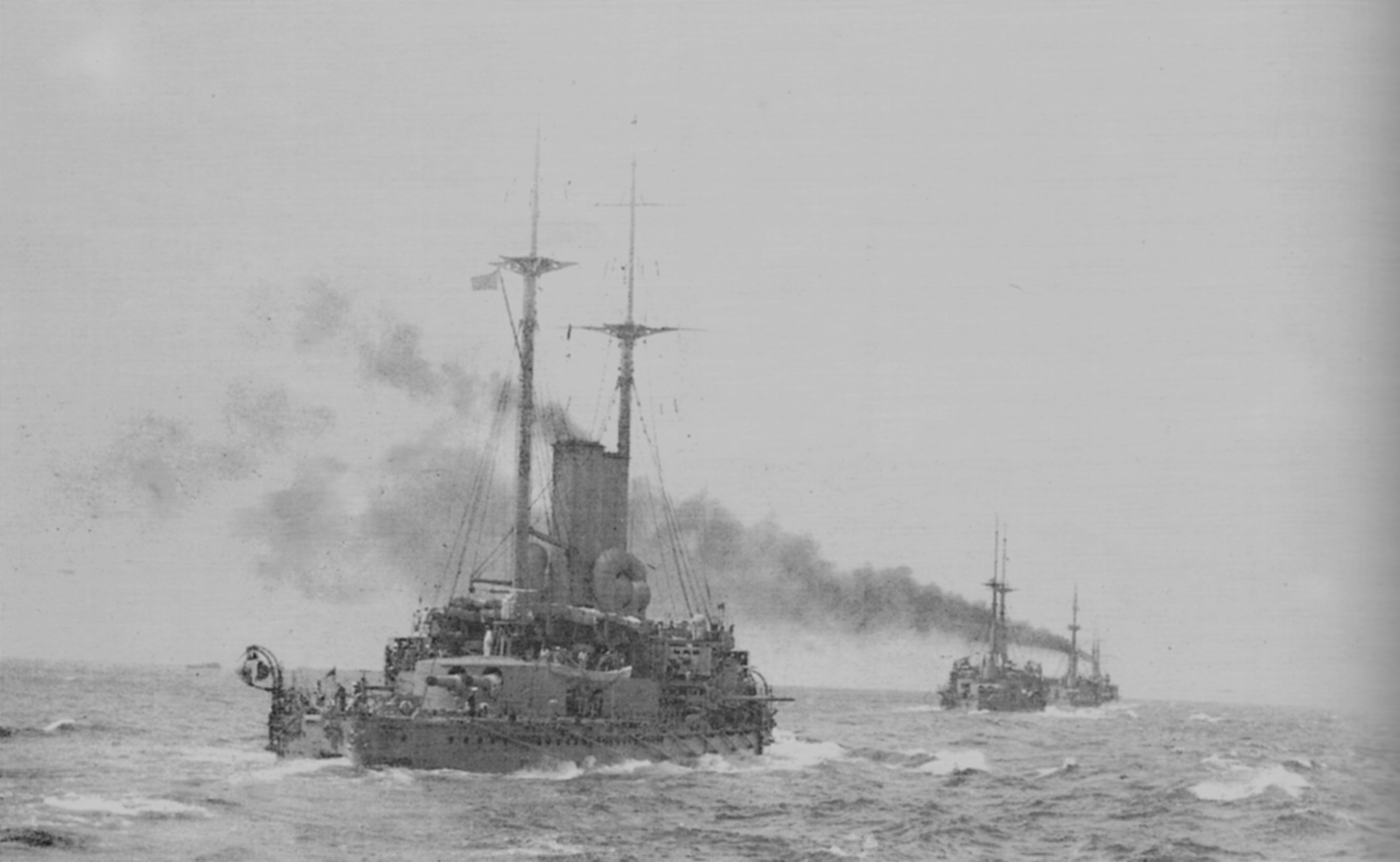
1915年2月23日、エフスターフィイ、イオアン・ズラトウースト、パンテレイモンに続いてゾングルダクを目指すトリー・スヴャチーチェリャ。

2月22日から2月25日にかけて、戦列艦エフスターフィイ、イオアン・ズラトウースト、パンテレイモン、トリー・スヴャチーチェリャ、ロスチスラフ、巡洋艦パーミャチ・メルクーリヤ、カグール、第1・第2水雷小艦隊の艦隊水雷艇6 隻、機雷敷設艦クセーニヤ、コンスタンチン、ゲオルギー、アレクセイ、航洋掃海艦2 隻はゾングルダク、コズル、キリムリの陸上目標を砲撃した。エレグリ港外停泊地では、7 隻の小型蒸気船および帆船を撃沈した。
2月26日から3月1日にかけて、連合艦隊の戦列艦5 隻と巡洋艦パーミャチ・メルクーリヤ、4 機の水上機を搭載した水上機輸送艦インペラートル・ニコライ1世、艦隊水雷艇グネーヴヌイ、プロンジーテリヌイ、デールスキイはルメリア沿岸にて襲撃作戦を実施した。
3月5日から3月8日にかけて、連合艦隊の戦列艦5 隻と2 隻の巡洋艦、水上機輸送艦ニコライ1世、艦隊水雷艇ジュートキイ、ジヴーチイ、レイテナーント・プーシチン、ザヴィードヌイ、ザヴェートヌイ、グネーヴヌイ、プロンジーテリヌイ、機雷敷設艦クセーニヤおよび掃海艦は、ボスポラス海域にて襲撃作戦を実施した。その際、オスマン帝国巡洋艦ミディッリと接触し、小規模な戦闘が行われた。

### 第一のボスポラス砲撃
連合国軍によるボスポラス海峡の封鎖突破計画に呼応して、黒海艦隊はボスポラス海峡の黒海側拠点に砲撃を加えることになった。3月14日から3月18日にかけて、艦隊司令官エベルガールト中将の将官旗を掲げた戦列艦エフスターフィイを先頭に、イオアン・ズラトウースト、パンテレイモン、トリー・スヴャチーチェリャ、ロスチスラフ、巡洋艦カグール、パーミャチ・メルクーリヤ、水上機を搭載したアルマース、5 機の水上機を搭載したニコライ1世、艦隊水雷艇グネーヴヌイ、プロンジーテリヌイ、デールスキイ、ジュートキイ、ジヴーチイ、レイテナーント・プーシチン、ザヴィードヌイ、ザヴェートヌイ、ズヴォーンキイ、ゾールキイ、機雷敷設艦クセーニヤ、アレクセイ、6 隻の掃海艦からなる連合艦隊がボスポラス方面へ遠征を行った。

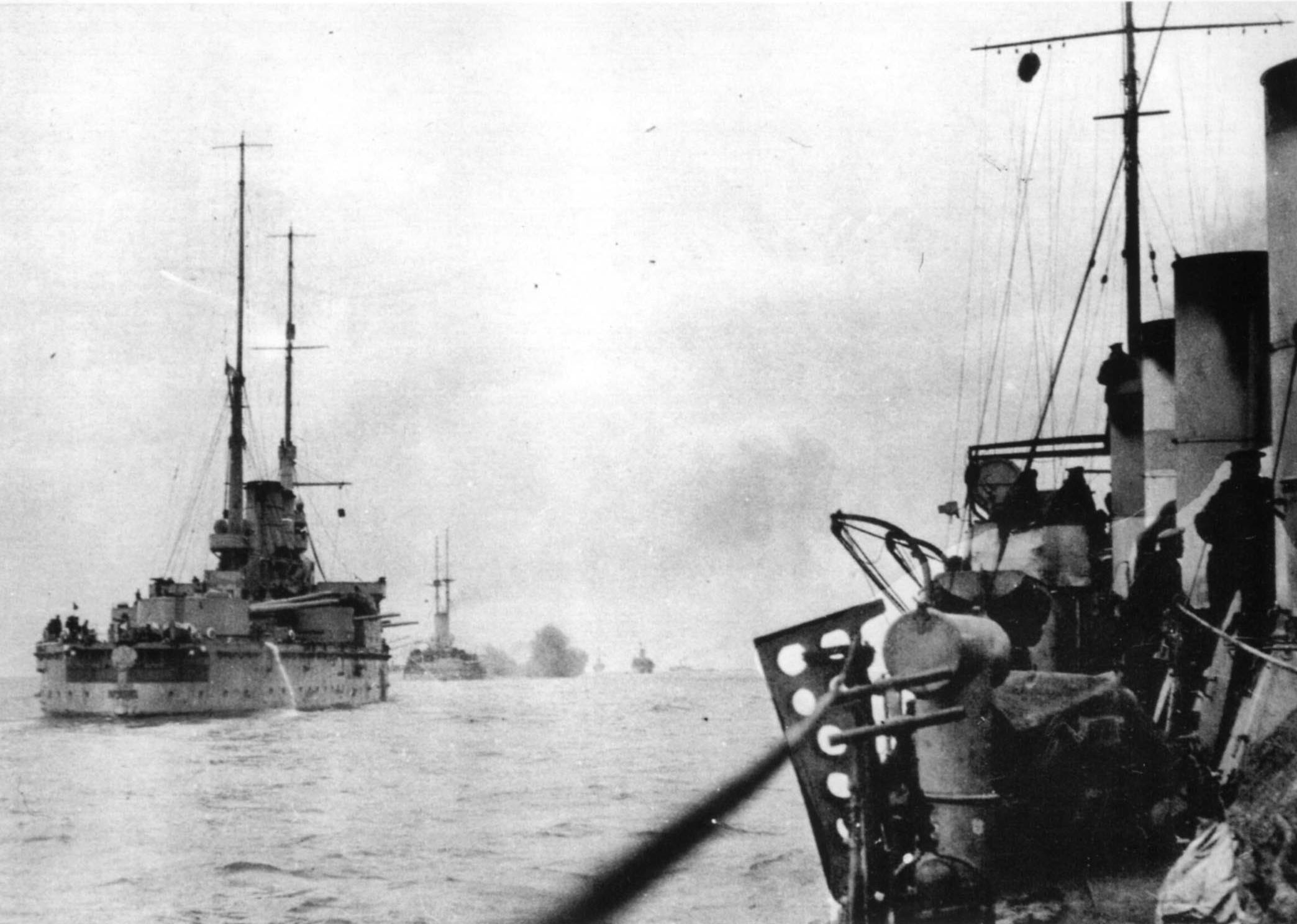
1915年3月15日、ボスポラス砲撃に向かうロシア艦隊。レイテナーント・プーシチンからの撮影で、左手前がロスチスラフ、そのすぐ前方にあるのがトリー・スヴャチーチェリャ。

3月15日、トリー・スヴャチーチェリャとロスチスラフを中核とする砲撃グループが分派され、海峡のオスマン帝国堡塁に対する砲撃を実施した。その間、ボスポラス海峡から黒海へ抜けようとしていた敵蒸気船に対しトリー・スヴャチーチェリャは砲撃を加えてこれを撃沈、護衛の駆逐艦サムスンとガイレティ・ヴァタニイェをロスチスラフが撃退した。
10時30分、トリー・スヴャチーチェリャはエルマス岬地区の砲台へ砲撃を開始した。そのあとにはロスチスラフが続き、同様にして堡塁への砲撃を行った。その後、両艦はアナドルフェネリの砲台を砲撃した。砲撃は、11時50分まで続けられた。砲台の最初の一群に対しては、305 mm砲から6 発、254 mm砲から10 発、152 mm砲から50 発の榴弾が発射された。第二群に対しては、305 mm砲弾が9 発、254 mm砲弾が6 発、消費された。
エベルガールトは「艦隊初のボスポラス砲撃という歴史的な日を祝福する」という信号を発し、作戦の成功を祝った。しかし、翌日に実施された同様の作戦は芳しい戦果を挙げることができず、エベルガールト提督は優柔不断を批判されることになった。
失敗の原因は、水上偵察機の誤報と、海上に立ち籠める濃い霧であった。前日と同様の砲撃グループがボスポラスに近づくにつれて、次第に海上の靄は辺り一面に広がり、やがて濃い霧へと変わって周囲を包み込んでしまった。戦列艦が海峡から70 鏈の海上に達したとき、砲台への砲撃実施はひとえに不可能であることが明らかになった。分遣隊指揮官はこのことを無線で提督へ知らせ、引き返した。10時50分、分遣隊は連合艦隊と合流した。
ほぼ同時刻、ニコライ1世から発進していた水上機が帰還し、ゲーベン発見を知らせた。艦隊司令官は臨戦態勢を命じ、掃海艦はセヴァストーポリへ引き返した。実際、11時20分前には海峡の奥で無数の煙が確認された。ニコライ1世は水上機を回収し、無線にてゲーベンならびにブレスラウをはじめとする全トルコ艦隊が停泊しているということを知らせた。艦隊はボスポラス付近での巡航を夕刻まで続け、その後公海上へ引き返した。
ところが、実際には敵主力艦に関する情報はまったくの誤報であった。なぜなら、海峡沿岸には2 隻のムアヴェネティ・ミッリイェ級駆逐艦がいただけであったからである。
その後、3月20日から3月23日にかけては、連合艦隊と2 隻の巡洋艦は第1・4・5水雷小艦隊の艦隊水雷艇を伴って改めてボスポラス海峡へ遠征し、巡洋戦艦ヤウズ・スルタン・セリムおよび軽巡洋艦ミディッリ迎撃を試みた。しかしながら、砲撃と雷撃は尽く失敗に終わった。

### 再度のボスポラス砲撃
1915年4月18日、戦列艦エフスターフィイ、イオアン・ズラトウースト、パンテレイモン、トリー・スヴャチーチェリャ、ロスチスラフ、巡洋艦カグール、パーミャチ・メルクーリヤ、アルマース、水上機輸送艦ニコライ1世、9 隻の艦隊水雷艇および4 隻の掃海艦からなる連合艦隊は、再びボスポラスに向けて出航した。翌19日午前5時15分、艦隊は待望の海峡を視認した。今回は天候は明るく、視界は良好であった。
7時、エベルガールトの命によってニコライ1世は偵察用の水上機を海面へ降ろした。7時15分、司令官は砲撃のためトリー・スヴャチーチェリャとパンテレイモンを指定位置へ分派することを命じた。随伴する掃海艦が掃海具の設置に手間取ったため、砲撃グループの出発は8時40分にずれ込んだ。帰還した航空機は、「潜水艦」1 隻の存在を知らせた。
9時47分、距離58 鏈から戦列艦はエルマス岬の砲台に対する砲撃を開始した。両艦は6 knの速度で進みながら、アナトリア沿岸の砲台を順々に砲撃していった。その後、キリイ砲台への砲撃も実施した。
10時40分、砲撃グループに向かって移動する潜水艦の潜望鏡の跡らしき小波が艦上より発見された。戦列艦が速やかに152 mm砲を発射すると、小波は見えなくなった。しかし、今日ではこれは潜水艦などではなく、イルカの群であったろうと推定されている。当時、黒海にはまだドイツ潜水艦は到着していなかったためである。
キリイへの砲撃を完了すると、両艦は砲撃を繰り返すため、折り返し逆方向へ進路を取った。オスマン帝国の砲台も反撃を試みたが、1 発の砲弾もロシア艦に届かなかった。砲撃グループは往復砲撃を終え、11時45分に連合艦隊と合流した。
この砲撃は、2時間15分にわたって続けられた。戦列艦からは166 発の305 mm砲弾と528 発の152 mm砲弾が発射された。砲台のひとつからは爆発が観測され、その後に大規模な火災が発生した。
翌20日、エベルガールトは砲撃のために古い戦列艦トリー・スヴャチーチェリャと弱い戦列艦ロスチスラフだけを派遣した。潜水艦の出現を予見して、彼はより新しい戦列艦パンテレイモンにリスクを犯させるのを避ける決断をしたのである。
ニコライ1世から飛び立った水上機は、海峡を偵察して敵艦が発見されないことを報告した。その後天候が悪化したため、好転を待って12時45分、水上機輸送艦は再び航空機を離水させた。航空機は、オスマン帝国艦船が付近には1 隻もいないことを確認した。
14時40分、戦列艦は砲門を開いた。加えて、新たに発見された別の砲台をトリー・スヴャチーチェリャは152 mm砲で砲撃し、ロスチスラフは主砲の254 mm砲を浴びせた。砲撃は16時10分まで続けられ、その間に合わせて29 発の254 mm砲弾と132 発の152 mm砲弾が消費された。砲撃の正確な結果は、知ることができなかった。
この作戦では、砲撃グループより別動隊の働きの方が大きかった。巡洋艦と艦隊水雷艇からなる別動隊は活発な通商破壊を行って敵の輸送船を次々と撃沈し、オスマン帝国の首都に石炭を届けていた運搬システムを麻痺させた。これが、ヤウズ・スルタン・セリムを黒海へ招き入れ、ロシア艦隊との次なる衝突を生む遠因なったのである。
連合艦隊は、4月23日にセヴァストーポリへ帰港した。

### 第二の衝突
4月24日、ロシア艦隊は石炭地区への攻撃を実施するため黒海南西海域へ向けて出撃した。連合艦隊は、戦列艦エフスターフィイ、イオアン・ズラトウースト、パンテレイモン、トリー・スヴャチーチェリャ、ロスチスラフ、巡洋艦カグール、パーミャチ・メルクーリヤ、アルマース、水上機輸送艦インペラートル・アレクサンドル1世、機雷敷設艦クセーニヤ、それに艦隊水雷艇グループからなっていた。
4月26日、艦隊水雷艇とパーミャチ・メルクーリヤは敵拠点を砲撃し、多数の敵船を撃沈した。攻撃の報がイスタンブールへ齎されるやヤウズ・スルタン・セリムが出撃した。
4月27日の暁時、海峡へ向かって砲撃グループ、すなわち戦列艦トリー・スヴャチーチェリャとパンテレイモン、水上機を積んだアレクサンドル1世とアルマースとが分派された。残る戦列艦は海峡からおよそ25 海里の海上に留まった。2 隻の巡洋艦は、沖合いで哨戒任務に就いた。従って、ロシア艦隊は広い海域にばらばらに配置され、自分から進んで個艦撃破されるような分散配置に就いた状態になっていた。
朝方、ボスポラス海峡から駆逐艦ヌムネイ・ハミイェトが姿を現し、味方へロシア艦隊発見を知らせた。駆逐艦はロシアの掃海艦を攻撃しようとしたが、戦列艦によって追い払われた。ヤウズ・スルタン・セリムはヌムネイ・ハミイェトに無線電報を返し、ロシア艦隊へ接近を始めた。
ヤウズ・スルタン・セリムの接近に気付いた巡洋艦パーミャチ・メルクーリヤは、全速力で連合艦隊に向かって駆け出した。ヤウズ・スルタン・セリムはこれを追いかけた。エベルガールトはトリー・スヴャチーチェリャ、パンテレイモンら砲撃グループへ連合艦隊との合流を命じ、自艦エフスターフィイもまた合流に向かった。しかしながら、ヤウズ・スルタン・セリムは急速に接近しつつあり、連合艦隊の結集は間に合わないということが明らかになった。従って、エベルガールトはゲーベンを迎え撃つことにし、ロスチスラフと合流してこの古くて弱い艦を敵弾から守ることにした。こうして個別に反撃せざるを得なくなった以上、ロシア艦隊が対ゲーベン用に特訓してきた集中砲火戦術がまたしても失敗したということは明らかであった。
エベルガールトは、戦闘に備えて速度を5 knに落とすよう命じた。7時53分、ロシア艦隊は発砲を始め、ヤウズ・スルタン・セリムも応戦した。
味方の危機を見るや、砲撃グループのパンテレイモンは17.5 knという公試時より1.5 knも速い速力で戦場への接近を開始した。8時6分、砲撃グループは連合艦隊と合流した。パンテレイモンは、合流するやロスチスラフの前に立ってヤウズ・スルタン・セリムへの砲撃を開始した。やがて、敵艦へ2 発の大型砲弾が命中した。損傷は重度でなかったが、ヤウズ・スルタン・セリムは戦場から逃げ出した。8時12分、戦闘は終了した。
ドイツ船員たちは、敵艦へ3 発の命中弾を与え、この海戦でトリー・スヴャチーチェリャとイオアン・ズラトウーストが重度の損傷を負ったものと見積もっていた。しかしながら、実際にはロシア艦船は1 発の命中弾も浴びていなかった。
4月28日、連合艦隊はセヴァストーポリへ帰還した。エベルガールトは、褒賞を受けることとなった。

### 弩級艦の就役
1915年4月30日から5月5日にかけては、連合艦隊はボスポラスへ遠征した。
6月6日から6月9日にかけては、黒海艦隊連合艦隊は14 隻の艦隊水雷艇を伴ってゾングルダクへ出撃し、沿岸部を砲撃して通商破壊を行った。作戦中、2 隻の蒸気船と8 隻の帆船を撃沈した。
8月23日から9月3日にかけては、連合艦隊は新しい弩級戦列艦インペラトリーツァ・マリーヤのセヴァストーポリ回航のため、護衛任務に就いた。
その月、黒海艦隊では新しい弩級艦の就役による再編が行われた。戦時の臨時編成として、三つの機動グループが編成されたが、トリー・スヴャチーチェリャとロスチスラフはいずれにも含められず予備役に廻された。また、通常編成として第1戦隊と第2戦隊が編成されたが、やはり旧式化した2 隻は予備扱いとなった。ただし、戦時であったため、予備役の艦も実戦への参加を継続している。

### 予備役として
1916年1月10日から3月23日にかけては、トラブゾン侵攻作戦に参加した。
その中で、3月末にはトリー・スヴャチーチェリャと艦隊水雷艇シチャスリーヴイ、グネーヴヌイ、プィールキイはノヴォロシースクまで輸送船団を護衛し、3月9日朝方にはセヴァストーポリへ帰港した。
1917年4月1日までに、トリー・スヴャチーチェリャには新しいオブーホフ工場式38口径63.5 mm高角砲2 門が設置された。

### 臨時政府
1917年に二月革命が発生すると、トリー・スヴャチーチェリャは臨時政府の管轄に入った。その後は、黒海艦隊における臨時政府派とソヴィエト（評議会）派の闘争の繰り返しであった。
1917年3月27日には、トリー・スヴャチーチェリャはセヴァストーポリの海軍工場にて、セヴァストーポリ評議会（ソヴィエト）の支援を受けるゲオルギー・ポベドノーセツとのあいだで戦闘状態に入った。水兵や兵士、海軍工場労働者が加勢したソヴィエト派は大きな勢力となったが、エベルガールト提督の差し向けた政府軍によって粉砕された。これにより海軍工場では安全に艦船の修理が行えるようになり、エベルガールトはその功績により多大なる褒賞を授かった。
しかし、その後トリー・スヴャチーチェリャではボリシェヴィキによる教化が進められ、最終的にシノープと並び、ボリシェヴィキによる組織率が最も高く、臨時政府の艦隊である黒海艦隊当局から危険視される存在へとなっていく。

### ボリシェヴィキの支配
4月4日、ボリシェヴィキに先導されたトリー・スヴャチーチェリャの船員委員会は次のようなスローガンを公言した。「全水兵、兵士、労働者同志諸君に告ぐ、互いに強く支え合い、印刷物によるブルジョワの声に耳を傾けるな…我らが強大なる団結を妨げるために水兵、兵士、労働者のあいだに不和を生じさせようとする声に。」
4月6日には、トリー・スヴャチーチェリャの乗員は、ペトログラード労働者・兵士代議員ソヴィエトを歓迎する決議を採択した。ペトログラードでは、サーカス場にて黒海艦隊の水兵および兵士、セヴァストーポリ市ならびにセヴァストーポリ港の労働者の代表団が集会を開いていた。集会には、ペトログラードの兵士や労働者、党活動家が招かれていた。
4月17日には、トリー・スヴャチーチェリャの船員委員会は、全水兵、兵士、労働者に対して、ブルジョワとの戦いのために団結し、ブルジョワの印刷物を信用せず、『プラヴダ』、『社会民主主義者』、『ペトログラード評議会通信』といった革命新聞だけを取り寄せて読むよう呼び掛けた。声明は、次のようにして締め括られた。「同志諸君、確かに記憶しよう、ただ労働者との団結にのみ我々の力はあるのだ。」
6月1日、トリー・スヴャチーチェリャの艦長M・M・リームスキイ＝コールサコフ海軍大佐はシンフェローポリ評議会（ソヴィエト）の代表に艦上での演説活動を禁じた。すると同日、セヴァストーポリ評議会委員会は、艦長は船員に対して謝罪すべきであると決議した。そして、リームスキイ＝コールサコフ大佐はそれをするを余儀なくされた。
6月初め、コルチャーク艦隊司令官がトリー・スヴャチーチェリャ、シノープ両艦の乗員を解散させようとすると、艦隊臨時代表集会と駐屯部隊は、士官から武器を取り上げて艦隊司令官と彼の参謀長を解任すべしとする議決をした。臨時政府への報告のための出張をよいことに、コルチャークはセヴァストーポリから追放された。艦隊司令官には、元トリー・スヴャチーチェリャ艦長で当時は第2戦列艦戦隊長を務めていたV・K・ルキーン海軍少将が就任した。
9月1日には正式にロシア共和国が誕生し、10月には同共和国政府は改めて黒海艦隊が同共和国の管轄下にあることが宣言された。その一方で、ウクライナ人の占める割合の高かった黒海艦隊では早くから艦船のウクライナ化が進められ、いくつもの艦船でウクライナの国旗が掲揚された。他方では、ボリシェヴィキの活動によって赤旗を掲げる艦も少なくなかった。
1917年10月には、臨時政府公認のウクライナ自治政府であるウクライナ中央ラーダ総書記局から、黒海艦隊のウクライナ化の可能性について調べるためD・V・アントーノヴィチがオデッサ、ヘルソン、ムィコラーイウへ派遣された。調査の結果、黒海艦隊のウクライナ化は広範囲にわたって行われていたが、組織立っておらず、統率も取れていないということがわかった。このとき、現地にあった艦のうち最も強力にウクライナ化が進んでいたのがウクライナ国旗を掲げた戦列艦ヴォーリャで、一方、トリー・スヴャチーチェリャではボリシェヴィキに対するシンパシーが高かった。戦列艦以下の艦船は日和見的な態度を取っており、すなわち両戦列艦での動きにそれぞれ迎合する傾向にあった。アントーノヴィチは、黒海艦隊は素質、精神ともにウクライナ人のものであると結論付けた。
11月20日、十月革命に反対したウクライナ中央ラーダが第3次ウニヴェルサールでウクライナ人民共和国の成立を宣言すると、黒海艦隊は同共和国が所有権を主張するところとなった。11月22日には、オデッサやセヴァストーポリにあったいくつかもの艦船にウクライナ国旗が翻った。黒海艦隊司令官A・V・ニョーミツ海軍少将は、ウクライナ総書記局に電報を打ち、黒海艦隊がウクライナの司法の下に入ることを伝えた。
しかし、ロシア・ソヴィエト共和国政府はこれを認めず、12月、ウクライナ領内へ軍を進めた。12月16日にはセヴァストーポリに侵攻した赤軍によってトリー・スヴャチーチェリャは奪取され、赤色黒海艦隊へ編入された。1918年1月12日には、セヴァストーポリ評議会、黒海艦隊中央委員会（ツェントロフロート）、農民代議員評議会、市自治組織代表者、港湾工場総委員会、黒海艦隊委員長、全艦船と全部隊の代表者および社会主義組織からなる軍事革命本部（VRSh）の結成が採択された。その一方で、1月14日には「ウクライナ人民共和国艦隊に関する臨時法」が制定されたが、このときウクライナ人民共和国海軍は赤軍の侵攻によりすでに艦船を失った状態であった。
1月19日には、軍事革命本部はドン地方におけるA・M・カレージン将軍麾下の義勇軍との戦いのため、トリー・スヴャチーチェリャから200 名、イオアン・ズラトウーストから100 名の陸戦隊を派兵するよう命じた。

### ドイツとウクライナ
赤軍の支配も束の間、1918年1月27日にはブレスト＝リトフスク単独講和により中央同盟国と同盟したウクライナ軍が反攻に出で、赤軍を圧倒した。赤軍は撤退の準備をする必要に迫られ、3月にはセヴァストーポリにてトリー・スヴャチーチェリャを含む保有艦船を保管状態に入れた。3月22日にはモスクワ政府より艦船のノヴォロシースクへの撤収命令が出されたが、主力艦船は1 隻も出港しなかった。3月30日には、ドイツとモスクワ政府とのあいだでセヴァストーポリを含むクリミア半島がウクライナに含まれないとする取り決めが行われた。この結果、翌月ドイツ軍がクリミアへ入った際に、戦闘態勢にあったクリミアの黒海艦隊が、ブレスト＝リトフスク条約の「ロシア・ソヴィエト共和国はロシアの港にある軍艦を武装解除すべし」という条項に抵触するという主張の根拠が生じた。
1918年4月には、クリミア作戦によってクリミア半島の奪回が佳境に入った。4月15日、ドイツはロシア側に黒海艦隊の条約違反について通告した。同日、トリー・スヴャチーチェリャはほかの旧艦隊装甲艦とともにウクライナ軍の指揮下に入った。4月20日には、ウクライナ人民共和国首相B・O・ホルボーヴィチは次のような電報をキエフのドイツ大使に打った。「全黒海艦隊はウクライナ人民共和国の所有である。……若干の単位部隊は現時点で我々が勇敢なる貴軍の兵士とともに戦っている悪党一味の手にある。」
4月22日にはシンフェローポリがドイツ・ウクライナ同盟軍に奪還され、残すはセヴァストーポリばかりとなった。迫り来るドイツ帝国軍による攻撃を避けるため、黒海艦隊司令官M・P・サーブリンは全艦船と港湾および要塞にウクライナ国旗を掲揚すべしとする指令を発した。一方、ボリシェヴィキは黒海艦隊にノヴォロシースクへの撤収を命じた。その後、黒海艦隊の赤軍部隊は各戦線で壊滅した。4月25日には、ボリシェヴィキは「革命の旗を降ろしてはならない」とする声明を発表した。
4月29日には黒海艦隊艦船の大半がウクライナ人民共和国の旗を掲げた。この時点でトリー・スヴャチーチェリャはロスチスラフ、シノープとともにウクライナの黒海艦隊第3装甲艦戦隊を構成していた。

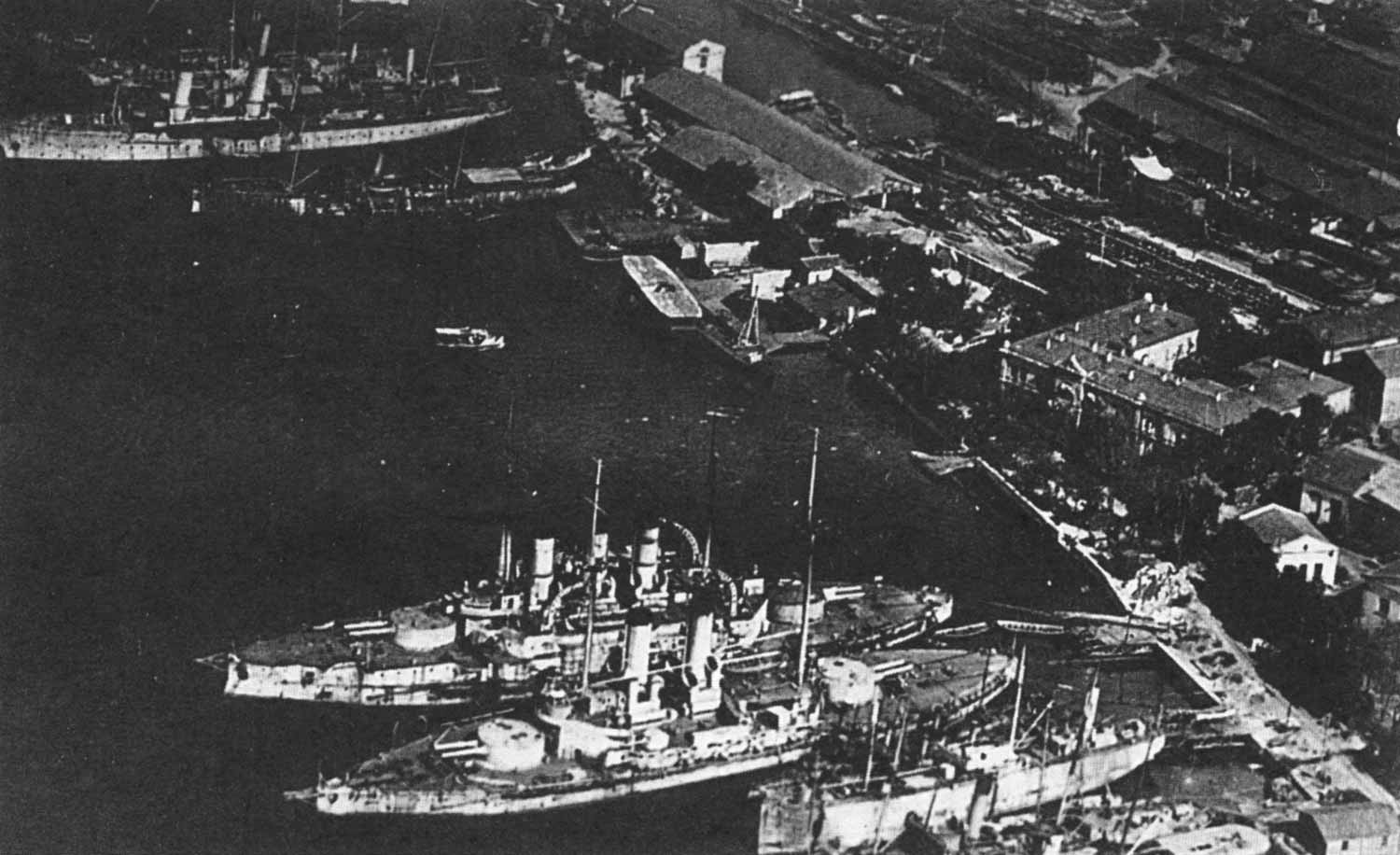
ウクライナ国時代のセヴァストーポリ。下方、2本煙突の戦艦がトリー・スヴャチーチェリャで、その上隣は第2戦隊所属のボレーツィ・ザ・スヴォボードゥ。

ところが、同日、キエフではヘーチマンによる政変が起こり、ウクライナ人民共和国が倒れてウクライナ国が成立していた。即日、黒海艦隊はウクライナ国以外の何者にも所属しないとする声明が出されたが、それに反し、ボリシェヴィキの煽動によって黒海艦隊の一部は赤軍支配下のノヴォロシースクへ逃亡を図り、艦隊に亀裂が生じた。さらに、ウクライナ人民共和国軍と同盟してクリミアへ進撃していたドイツ帝国とオスマン帝国の軍がセヴァストーポリへ達すると、ヤウズ・スルタン・セリムと防護巡洋艦ハミディイェがセヴァストーポリ軍港への砲撃を実施したため、黒海艦隊艦船の多くは港外への脱出を図って出航した。一部の主力艦船が脱出に成功してノヴォロシースクへ向かったものの、ほとんどの艦船は巡洋戦艦と陸からの砲撃によって行く手を阻まれ、港へ引き返した。それらの艦船では、乗員によって機関が破壊されたり、中には自沈した艦もあった。
5月1日から2日にかけて、ドイツ帝国軍は3月30日の取り決めに従い、ソヴィエト・ロシアの所有物として黒海艦隊を接収した。そこではまず艦船の武装解除と機関などの機能停止措置がとられた。ドイツ帝国軍は司令艦ゲオルギー・ポベドノーセツに間借りして、そこに司令部を開設した。その後、ウクライナ国とドイツ帝国との間でウクライナ国軍の編成と黒海艦隊艦船の所有権を巡り意見の相違が生じた。代表団のベルリン派遣に際し、8月後半にはトリー・スヴャチーチェリャを含む8 隻の主力艦など多くの黒海艦隊艦船をウクライナ国に返還する要求がまとめられたが、このときはまだ返還されなかった。一方、9月24日にはベルリンにてロシア・ソヴィエト共和国とドイツ帝国とのあいだで、黒海艦隊がロシア共和国の所有物であることを確認する文書が取り交わされた。これによれば、黒海艦隊は和平締結までドイツ海軍省の管理下におかれ、締結後、損失分については補償とともに艦隊をロシアへ返還する、ということになっていた。
ところが、ドイツ軍が降伏してウクライナから撤退することになると、黒海艦隊艦船はウクライナ国へ委譲されることとなった。協定に従い、トリー・スヴャチーチェリャはじめ旧艦隊装甲艦は終戦となった11月11日付けで正式にウクライナ国海軍へ移管された。しかし、この艦隊は長続きしなかった。中央同盟国の降伏によってウクライナ国は軍事的後ろ盾を失うと、国内各地で反政府武装蜂起が発生した。黒海からは連合国軍が侵攻し、敗戦国ドイツの同盟国であったウクライナへの進駐に取り掛かっていた。ウクライナ国政府は急遽ロシアの白軍に支援を要請しウクライナ軍と合同で国家を守ることが試みられたが遅きに失し、合同軍はディレクトーリヤ軍に敗退した。

### 最後の日々
連合国軍がウクライナ国領へ侵攻すると、黒海艦隊艦船の上には「中立」の意思表示のつもりでアンドレイ旗が掲げられた。11月24日には連合国軍に接収された。イギリスやフランスの軍部は、トリー・スヴャチーチェリャはじめとする黒海艦隊艦船を差し押さえその指揮下に置いた。
その後、いくつもの艦船が現役に服して連合国各国の旗の下で運用に就いたが、トリー・スヴャチーチェリャやほかの前弩級戦艦は再就役しなかった。前弩級戦艦の荒廃は、一説には乗員が不足したためだとも言い、あるいは艦の一部を新しい弩級戦艦のために供出してしまったためだとも言われる。1918年当時、ウクライナには活動中の戦列艦ヴォーリャ、建造中のソボールナ・ウクライナ、そして修理中のインペラトルィーツャ・マリーヤがあり、それらの工事が1918年を通じて進められたため、古い装甲艦は部品を供出してしまったと見られている。あるいは、1917年以降活動を停止していたことから、革命後の混乱の中、資材不足で部品を失ったとも言われる。
1919年春に連合国軍が撤退することになると、4月22日から29日にかけて、トリー・スヴャチーチェリャはイギリス軍の指令により機関を爆破され、稼動状態から外れた。4月29日には、赤軍ウクライナ戦線によって奪取された。
1919年5月には、セヴァストーポリの港湾労働者と鉄道労働者らは装甲列車パーミャチ・イヴァーノヴァを製作した。列車は、十分に装甲を張られた運転台を持ち、トリー・スヴャチーチェリャから取り外された100 mmおよび120 mm砲が搭載されていた。
6月24日には義勇軍によって奪取され、南ロシア軍・義勇軍海軍黒海艦隊に編入された。1920年5月11日には南ロシア軍がロシア軍に再編されたが、トリー・スヴャチーチェリャはその管轄下に留まった。同年9月の南戦線の報告によれば、その時点でトリー・スヴャチーチェリャでは半年近くにわたって新しい武装を施すための工事が続けられていた。しかし、修理設備の荒廃と資材の枯渇から、工事の進捗状況は芳しくなかったとみられる。
1920年11月にはロシア軍がクリミア半島より撤収し、ロシア内戦は終結した。稼動状態にあった多くの艦船は白軍によって国外へ持ち去られたが、動くことのできなかったトリー・スヴャチーチェリャはセヴァストーポリに残され、11月15日に赤軍部隊によって接収された。その後は修復されることもなく、1923年に「コムゴスフォンドフ」に解体のため売却された。1925年11月21日には、赤色海軍はトリー・スヴャチーチェリャを艦船リストより除名した。

## 艦長
| 代 | 氏名                              | 在任期間               | 出身校・期                          | 前職                               | 後職                                         | 備考 |
| -- | --------------------------------- | ---------------------- | ----------------------------------- | ---------------------------------- | -------------------------------------------- | --- |
|    | V・S・ サルナーフスキイ           | 1903/10/13- 1904/01/05 | 1876/海軍学校卒                     | 巡洋艦パーミャチ・メルクーリヤ艦長 | 一等巡洋艦パルラーダ艦長                     | パルラーダはポルト＝アルトゥールに送られた最初の巡洋艦。黄海海戦で捕虜となる。                                                                      |
|    | I・A・ ヴェニーツキイ             | 1904/01/05- 1906/01/02 |                                     |                                    |                                              | |
|    | K・L・ エゴルムィシェフ           | 1906/01/02- 1907/01/22 | 1874/海軍中等学校卒                 | 輸送船イルトィーシュ艦長           | 戦列艦アンドレイ・ペルヴォズヴァーンヌイ艦長 | イルトィーシュ艦長として日本海海戦に参加した功績から、トリー・スヴャチーチェリャ艦長在任中の1907年1月15日に聖ヴラジーミル三等勲章を授与されている。 |
|    | V・K・ルキーン                    | 1913/10/- 1916/        | 1887/サンクトペテルブルク海軍学校卒 | 黒海艦隊司令官本部作戦局長         | 第2戦列艦戦隊長                              | 第2戦列艦戦隊参謀長を兼任。 |
|    | M・M・リームスキ イ＝コールサコフ | 1916/11/28- 1917/      | 1900/ニコラーエフ海軍アカデミー卒   | バトゥーミ港臨時司令官             | ウクライナ国・ムィコラーイウ軍港司令官       | |

## ギャラリー

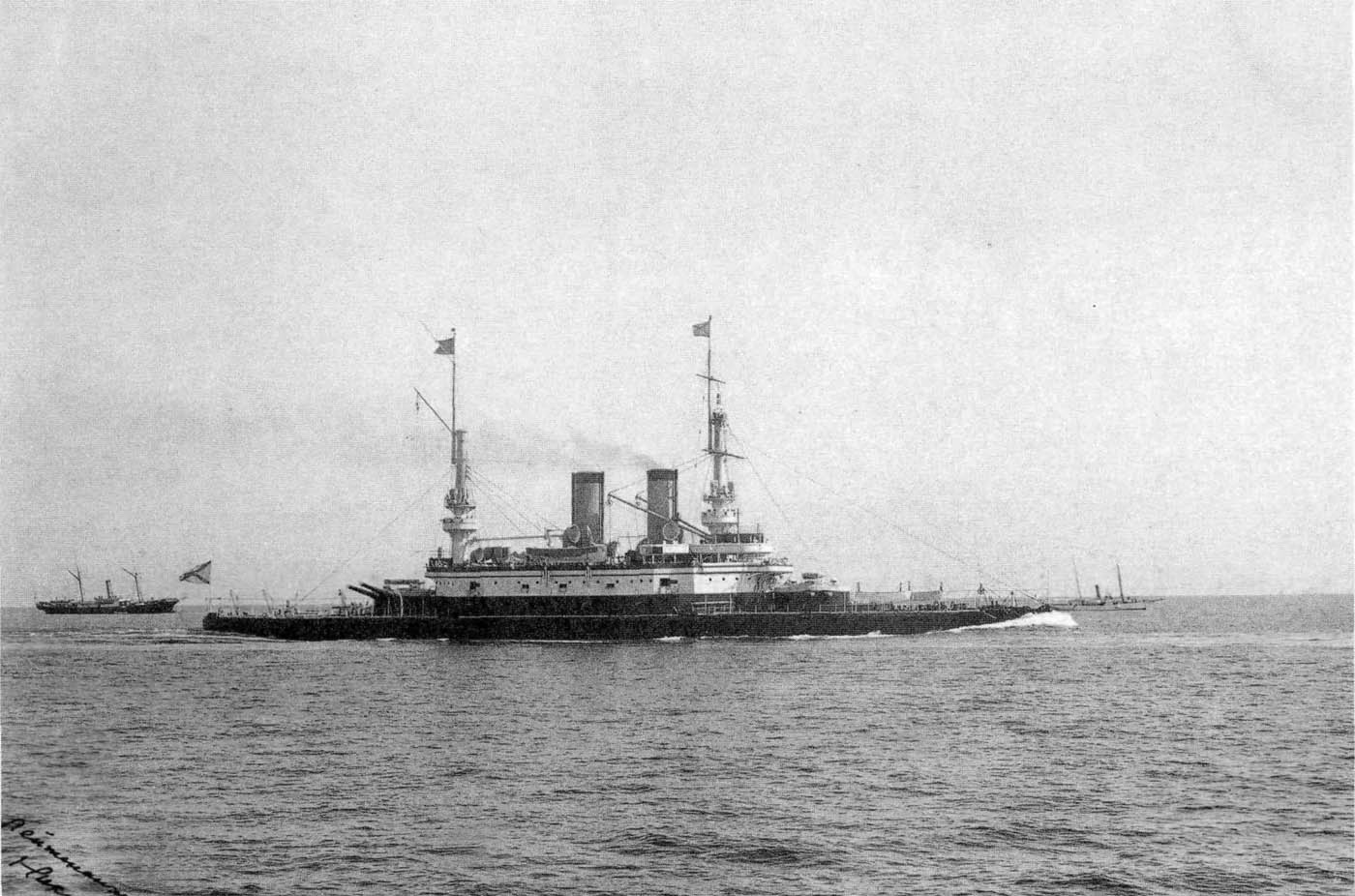
1890年代、射撃演習時のトリー・スヴャチーチェリャ。舳先がほとんど水を被っており、凌波性の悪さが窺い知れる。
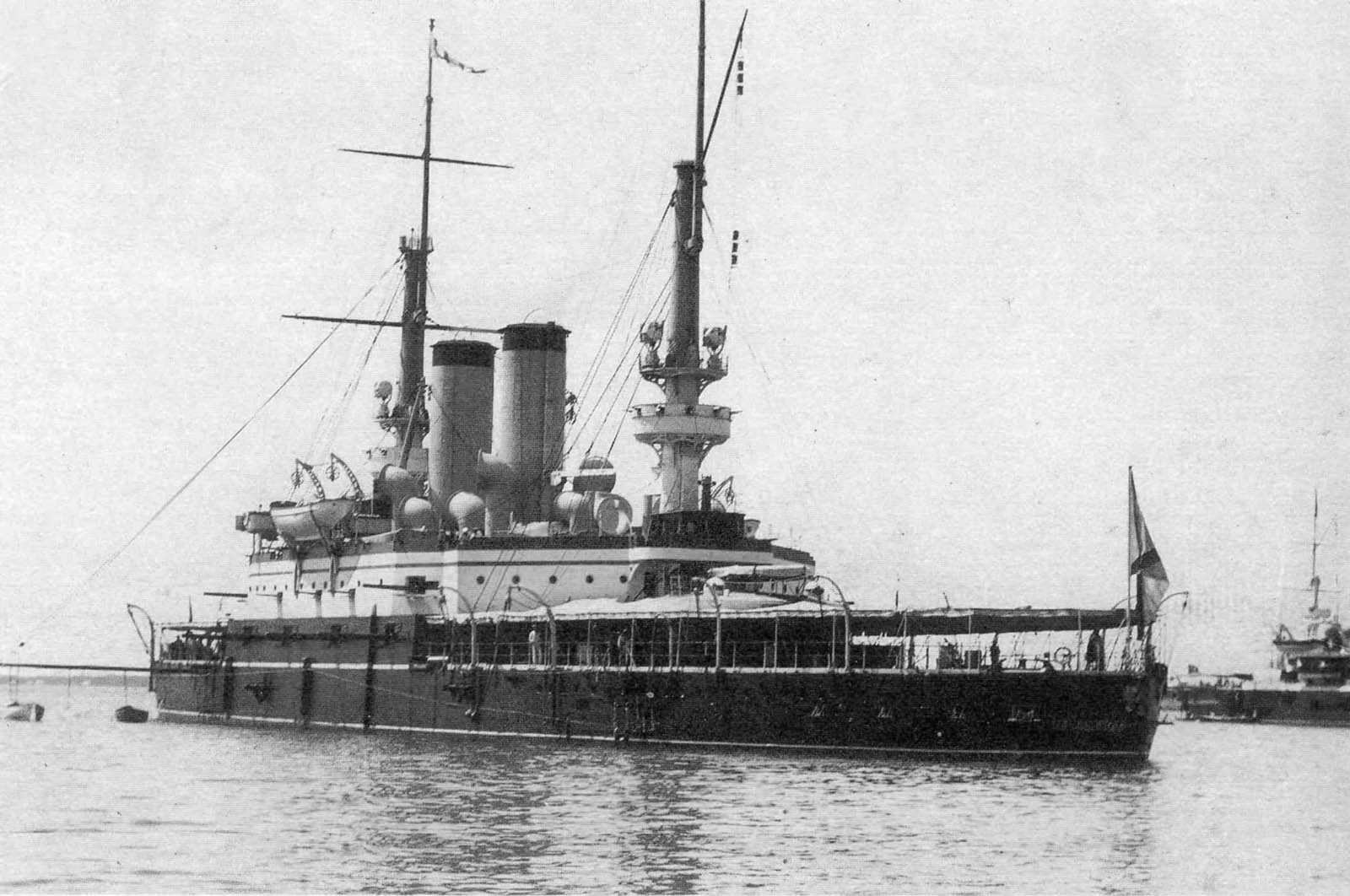
後方より見たトリー・スヴャチーチェリャ。1890年代、セヴァストーポリにおける撮影。ミリタリーマスト上のファイティングトップに多数の小口径砲が装備されているが、これらは日露戦争の戦訓に基づき、後年撤去された。
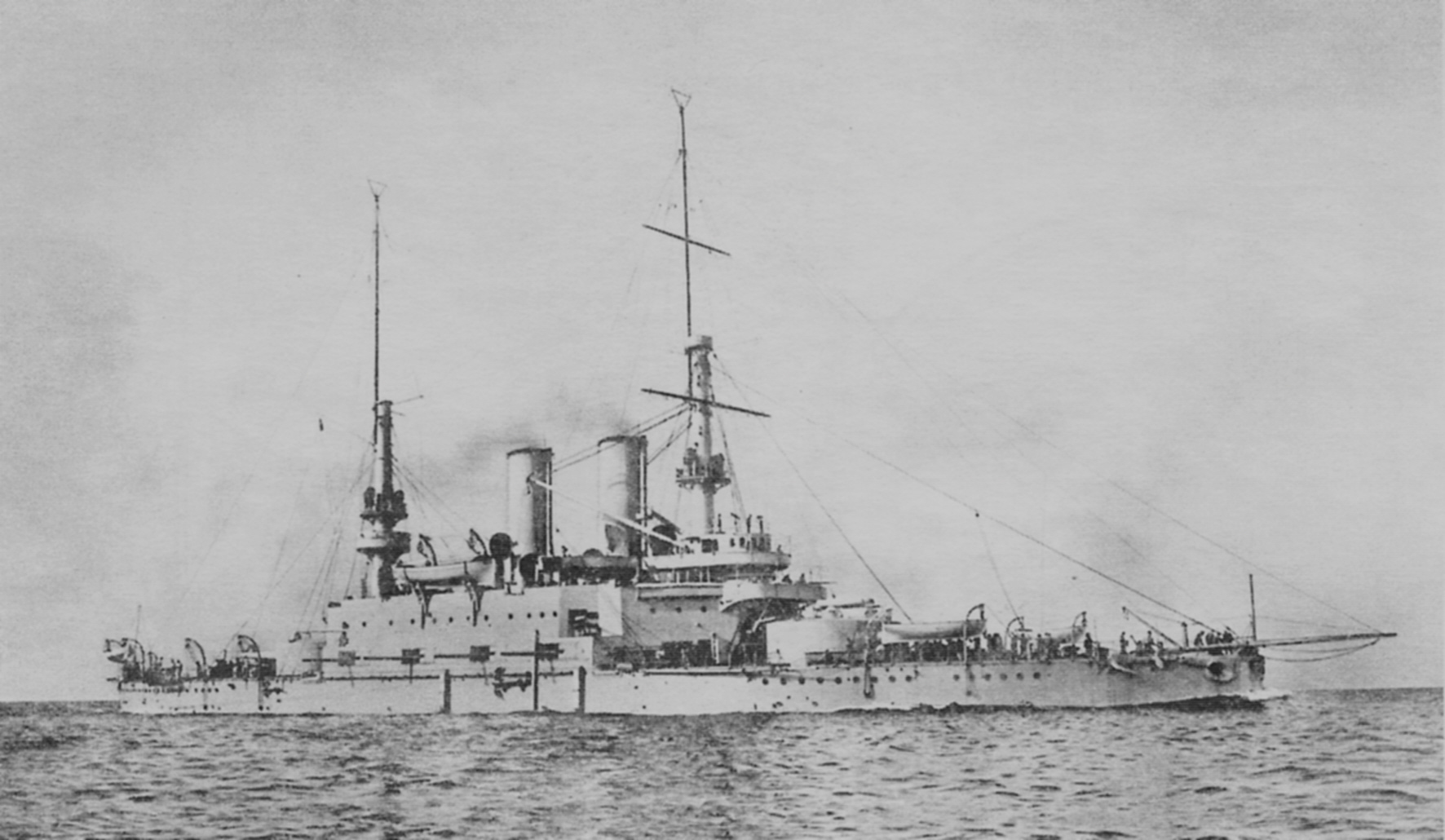
1900年代のトリー・スヴャチーチェリャ。
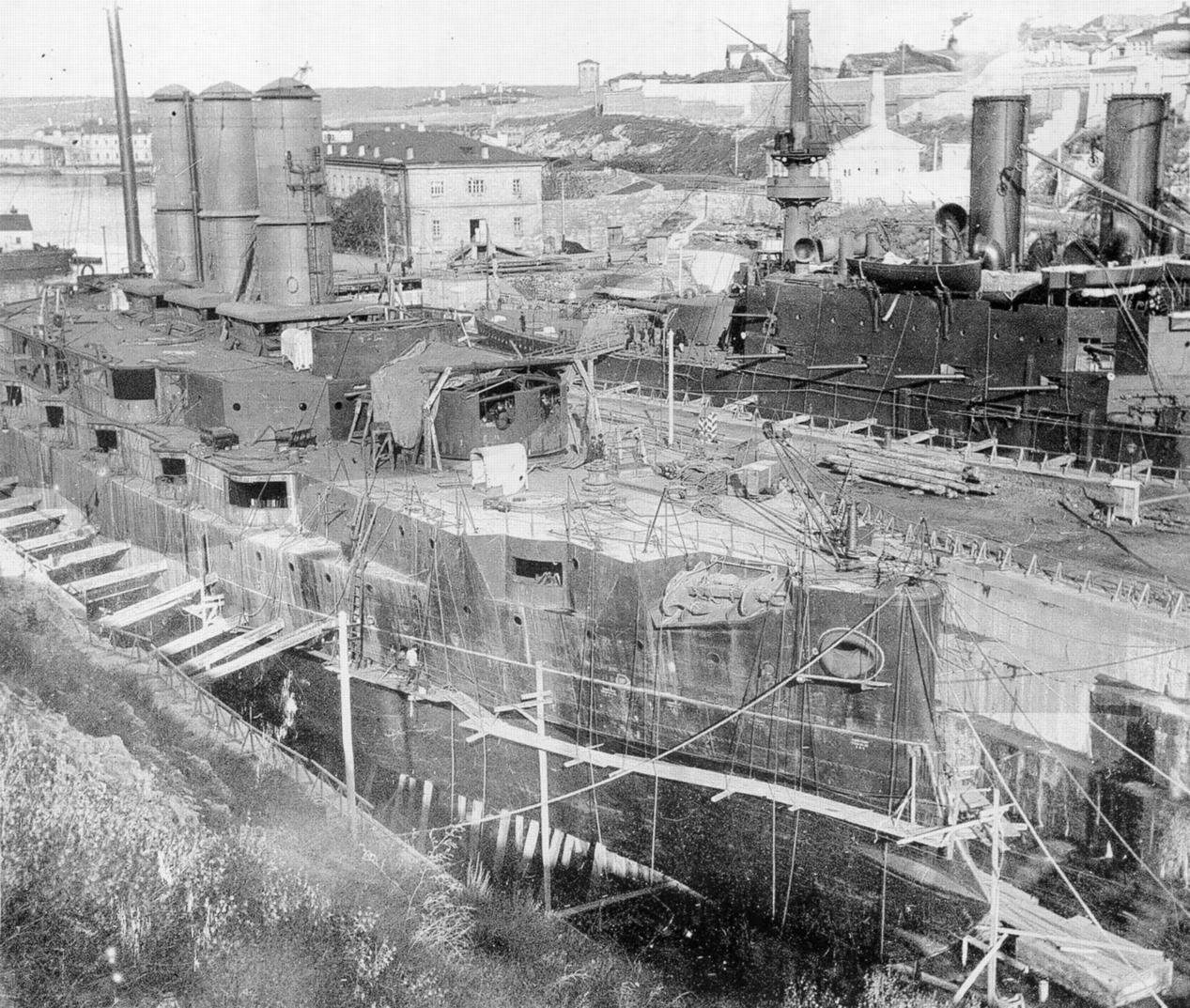
1908年から1909年、ラーザレフ海軍工廠にて建造中の戦列艦イオアン・ズラトウーストと、その奥で整備を受けるトリー・スヴャチーチェリャ。
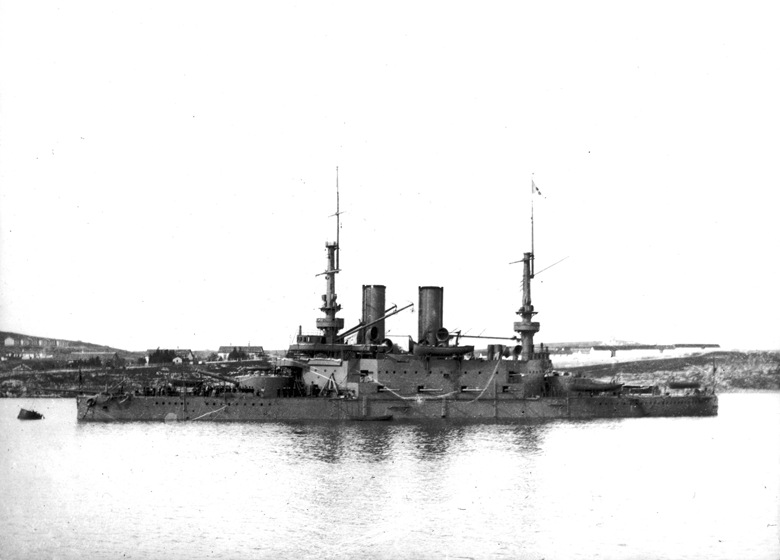
セヴァストーポリに停泊するトリー・スヴャチーチェリャ。改装以前の撮影。
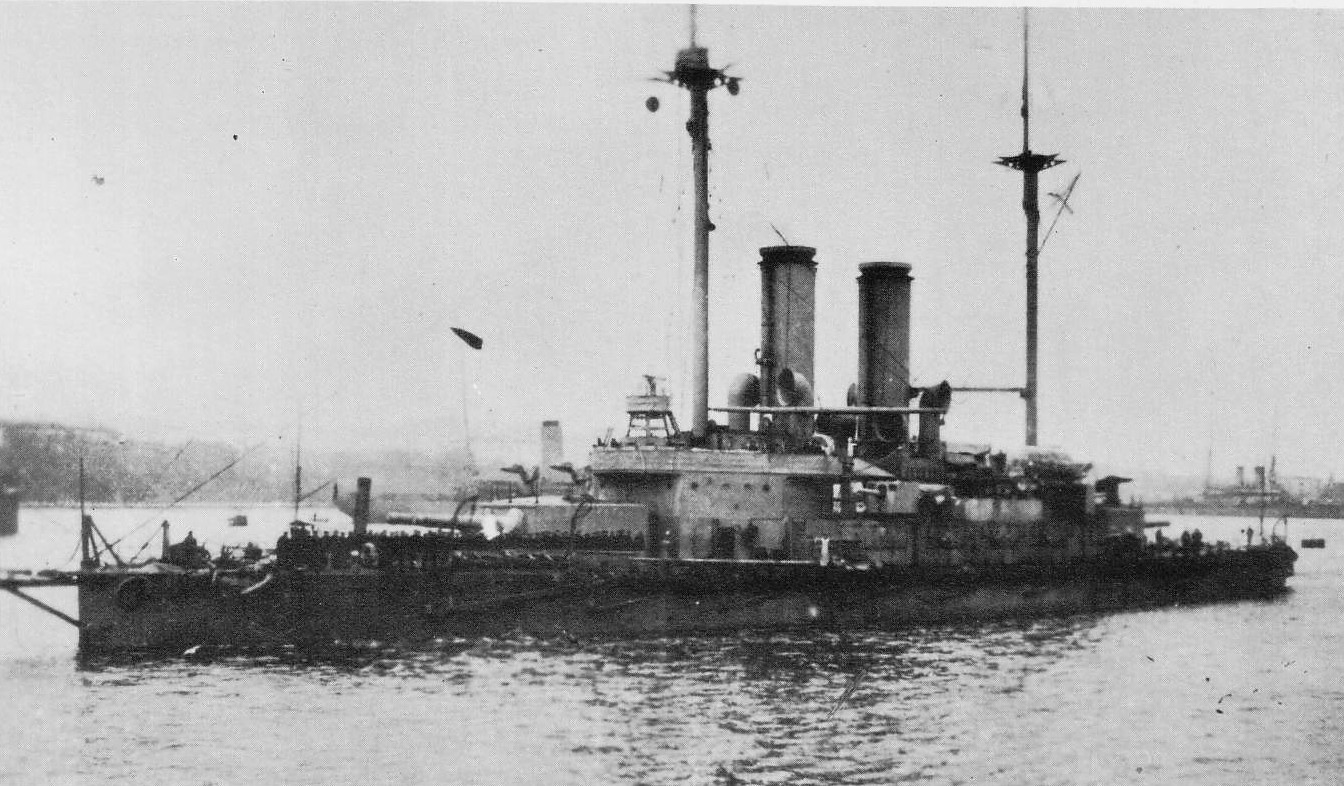
第一次世界大戦中に撮影されたトリー・スヴャチーチェリャ。
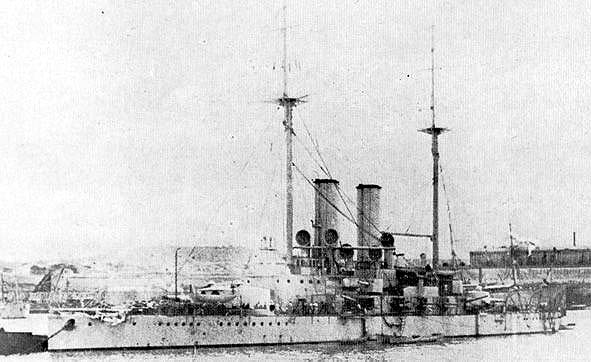
1916年から1917年の冬に撮影されたトリー・スヴャチーチェリャ。上部構造物を削って設置された152 mm砲が見える。艦首にはロシアの国籍旗、艦尾には軍艦旗が掲げられている。
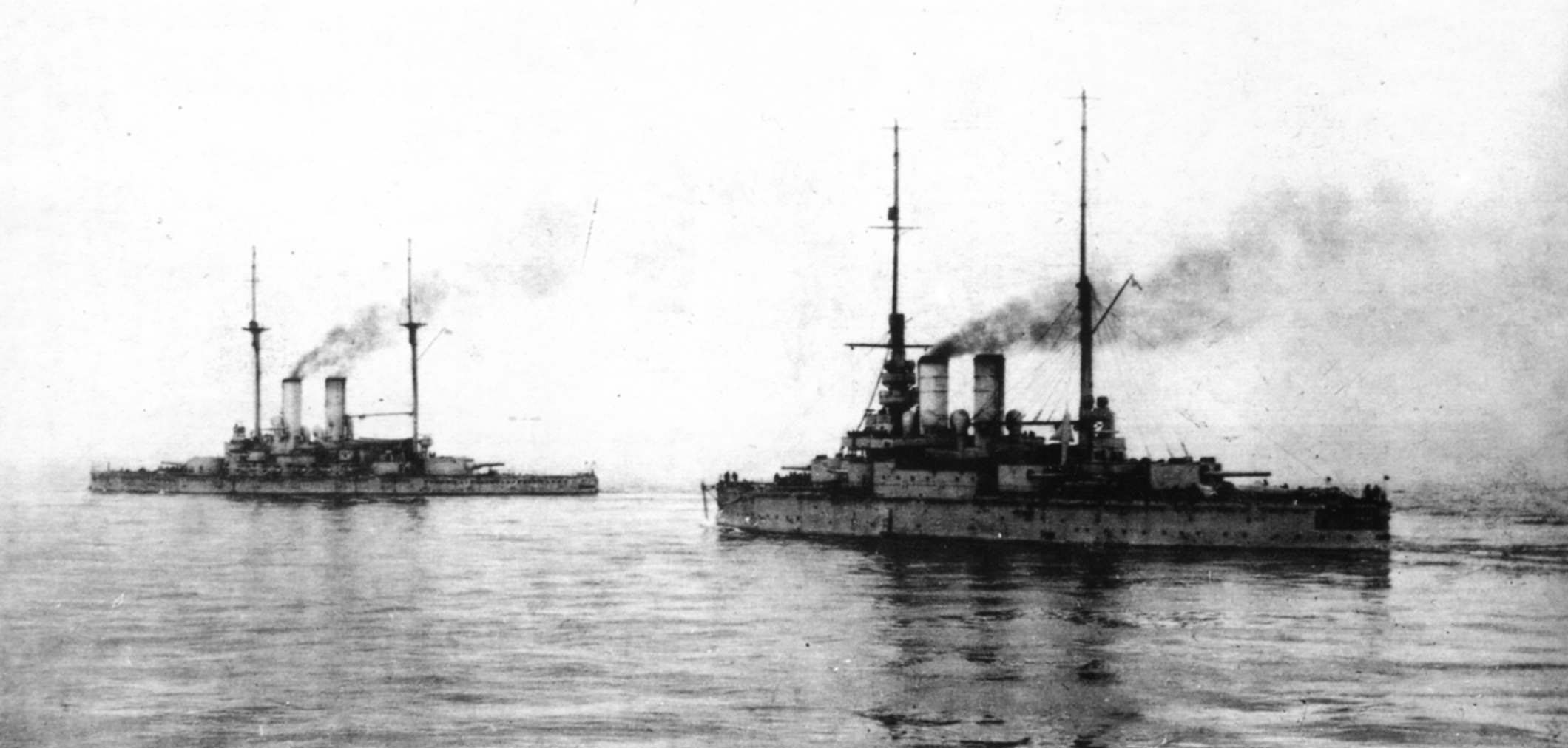
第一次世界大戦中に撮影されたトリー・スヴャチーチェリャ（写真奥）とロスチスラフ。両者を比べると、トリー・スヴャチーチェリャの乾舷の低さがよくわかる。